# Dyskografia Binga Crosby’ego
Dyskografia amerykańskiego piosenkarza i aktora Binga Crosby’ego (1903–1977) obejmuje 72 albumy studyjne, 2 albumy koncertowe, 20 minialbumów, 7 ścieżek dźwiękowych, a także 124 projekty kompilacyjne i 572 single.
Swój pierwszy solowy album zawierający kompilacje (Cowboy Songs) Crosby wydał w 1939 roku, a swój pierwszy album studyjny Ballad for Americans (który nie zawierał ponownie wydanych singli) w 1940 roku. Ostatni album Crosby’ego został wydany pośmiertnie w 1977 roku pod tytułem Seasons.
Crosby nagrywał z wieloma artystami, w tym: Alem Jolsonem, Louisem Jordanem, Johnnym Mercerem, Rosemary Clooney czy Louisem Armstrongiem oraz z innymi gwiazdami filmowymi, takimi jak: Judy Garland, Bob Hope, Fred Astaire, Dean Martin, Jane Wyman, Debbie Reynolds, Frank Sinatra i The Andrews Sisters.
Bing Crosby od momentu wydania swojego pierwszego albumu w 1939 roku aż do roku 1956 współpracował z wytwórnią Decca Records. Po tym okresie podpisał on wiele krótkoterminowych kontraktów z wieloma różnymi wytwórniami. Obejmowały one wiele popularnych wydawnictw, takich jak: Reprise Records (np. album Return to Paradise Islands), RCA Victor (np. album Bing with a Beat lub How the West Was Won), Verve Records (np. album Bing Sings Whilst Bregman Swings), Decca (ponownie; np. album Feels Good, Feels Right), United Artists Records (np. album That’s What Life Is All About lub Beautiful Memories), Capitol Records (np. album Bing Crosby Sings the Great Country Hits) i wiele innych.

## Single

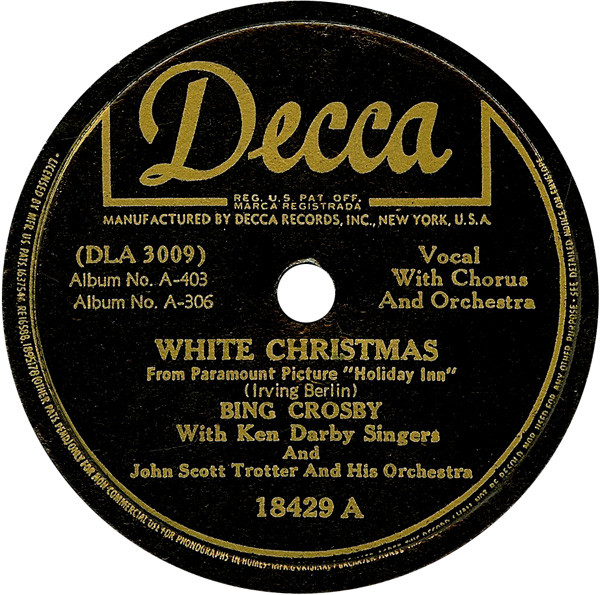
Singel Crosby’ego z albumu Merry Christmas.

### Początki kariery[2]
| Rok      | Tytuł                                                                                           |
| Lata 20. |                                                                                                 |
| 1927     | "Muddy Water" (z Paulem Whitemanem)                                                             |
| 1927     | "Side by Side" (z The Rhythm Boys i Paulem Whitemanem)                                          |
| 1927     | "I’m Coming, Virginia" (z The Rhythm Boys i Paulem Whitemanem)                                  |
| 1927     | "My Blue Heaven" (z Paulem Whitemanem)                                                          |
| 1927     | "The Calinda" (z Paulem Whitemanem)                                                             |
| 1928     | "Changes" (z Paulem Whitemanem)                                                                 |
| 1928     | "Ol’ Man River" (z Paulem Whitemanem)                                                           |
| 1928     | "Make Believe" (z Paulem Whitemanem)                                                            |
| 1928     | "Sunshine" (z Paulem Whitemanem)                                                                |
| 1928     | "Mississippi Mud" (z Paulem Whitemanem)                                                         |
| 1928     | „Mississippi Mud” (z Frankie Trumbauerem)                                                       |
| 1928     | "From Monday On" (z Paulem Whitemanem)                                                          |
| 1928     | "You Took Advantage of Me" (z Paulem Whitemanem)                                                |
| 1928     | "Louisiana" (z Paulem Whitemanem)                                                               |
| 1928     | "It Was the Dawn of Love" (z Paulem Whitemanem)                                                 |
| 1928     | "I’m on the Crest of a Wave" (z Paulem Whitemanem)                                              |
| 1928     | "Out-O'-Town Gal" (z Paulem Whitemanem)                                                         |
| 1929     | "Makin’ Whoopee" (z Paulem Whitemanem)                                                          |
| 1929     | „Let’s Do It” (z Dorsey Brothers)                                                               |
| 1929     | "Louise" (z Paulem Whitemanem)                                                                  |
| 1929     | "Little Pal" (z Paulem Whitemanem)                                                              |
| 1929     | "Your Mother and Mine" (z Paulem Whitemanem)                                                    |
| 1929     | "Waiting at the End of the Road" (z Paulem Whitemanem)                                          |
| 1929     | "I’m A Dreamer, Aren’t We All?" (z Paulem Whitemanem)                                           |
| 1929     | "If I Had a Talking Picture of You" (z Paulem Whitemanem)                                       |
| 1929     | "Great Day" (z Paulem Whitemanem)                                                               |
| 1929     | "Without a Song" (z Paulem Whitemanem)                                                          |
| 1929     | "A Bundle of Old Love Letters" (z Paulem Whitemanem)                                            |
| Lata 30. |                                                                                                 |
| 1930     | "After You’ve Gone" (z Paulem Whitemanem)                                                       |
| 1930     | "I Like to Do Things for You" (z Paulem Whitemanem)                                             |
| 1930     | "You Brought a New Kind of Love to Me" (z Paulem Whitemanem)                                    |
| 1930     | "Livin’ in the Sunlight, Lovin’ in the Moonlight" (z Paulem Whitemanem)                         |
| 1930     | „It Must Be True” (z Gus Arnheim)                                                               |
| 1930     | „Three Little Words” (z Duke Ellingtonem)                                                       |
| 1930     | „Them There Eyes” (z Gus Arnheim i The Rhythm Boys)                                             |
| 1931     | „The Little Things in Life” (z Gus Arnheim)                                                     |
| 1931     | „I Surrender Dear” (z Gus Arnheim)                                                              |
| 1931     | „One More Time” (z Gus Arnheim)                                                                 |
| 1931     | „Just a Gigolo”                                                                                 |
| 1931     | „Out of Nowhere”                                                                                |
| 1931     | "Ho Hum!” (z Gus Arnheim i Loyce Whiteman)                                                      |
| 1931     | „Wrap Your Troubles in Dreams”                                                                  |
| 1931     | „Just One More Chance”                                                                          |
| 1931     | „Were You Sincere?”                                                                             |
| 1931     | „I Found a Million Dollar Baby”                                                                 |
| 1931     | „I’m Thru with Love”                                                                            |
| 1931     | „At Your Command”                                                                               |
| 1931     | „Many Happy Returns of the Day”                                                                 |
| 1931     | „Stardust”                                                                                      |
| 1931     | „Dancing in the Dark”                                                                           |
| 1931     | „I Apologize”                                                                                   |
| 1931     | „Sweet and Lovely”                                                                              |
| 1931     | „Goodnight, Sweetheart”                                                                         |
| 1931     | „A Faded Summer Love”                                                                           |
| 1931     | „Gems from George White’s Scandals” (z The Mills Brothers, Boswell Sisters i Victorem Youngiem) |
| 1932     | „Dinah” (z The Mills Brothers)                                                                  |
| 1932     | „Can’t We Talk It Over?” (z Helen Crawford)                                                     |
| 1932     | „Where the Blue of the Night (Meets the Gold of the Day)”                                       |
| 1932     | „Snuggled on Your Shoulder (Cuddled in Your Arms)”                                              |
| 1932     | „Paradise”                                                                                      |
| 1932     | „Shine” (z The Mills Brothers)                                                                  |
| 1932     | „Lazy Day”                                                                                      |
| 1932     | „Sweet Georgia Brown”                                                                           |
| 1932     | „Cabin in the Cotton”                                                                           |
| 1932     | „Love Me Tonight”                                                                               |
| 1932     | „Some of These Days”                                                                            |
| 1932     | „Please”                                                                                        |
| 1932     | „Waltzing in a Dream”                                                                           |
| 1932     | „Here Lies Love”                                                                                |
| 1932     | „Brother, Can You Spare a Dime?”                                                                |
| 1933     | „Just an Echo in the Valley”                                                                    |
| 1933     | „I Don’t Stand a Ghost of a Chance with You”                                                    |
| 1933     | „Street of Dreams”                                                                              |
| 1933     | „You’re Getting to Be a Habit with Me”                                                          |
| 1933     | „Young and Healthy”                                                                             |
| 1933     | „You’re Beautiful Tonight, My Dear”                                                             |
| 1933     | „I’ve Got the World on a String”                                                                |
| 1933     | „You’ve Got Me Crying Again”                                                                    |
| 1933     | „Shadow Waltz”                                                                                  |
| 1933     | „I’ve Got to Sing a Torch Song”                                                                 |
| 1933     | „Learn to Croon”                                                                                |
| 1933     | „Down the Old Ox Road”                                                                          |
| 1933     | „Blue Prelude”                                                                                  |
| 1933     | „My Love”                                                                                       |
| 1933     | „Thanks”                                                                                        |
| 1933     | „The Day You Came Along”                                                                        |
| 1933     | „The Last Round-Up”                                                                             |
| 1933     | „Home on the Range”                                                                             |
| 1933     | „Beautiful Girl”                                                                                |
| 1933     | „Temptation”                                                                                    |
| 1933     | „Did You Ever See a Dream Walking?”                                                             |
| 1934     | „We’ll Make Hay While the Sun Shines”                                                           |
| 1934     | „Little Dutch Mill”                                                                             |
| 1934     | „Good Night, Lovely Little Lady”                                                                |
| 1934     | „Once in a Blue Moon”                                                                           |
| 1934     | „Love Thy Neighbor”                                                                             |
| 1934     | „Ridin’ Around in the Rain”                                                                     |
| 1934     | „May I?”                                                                                        |
| 1934     | „She Reminds Me of You”                                                                         |
| 1934     | „Love in Bloom”                                                                                 |
| 1934     | „Straight from the Shoulder”                                                                    |
| 1934     | „Give Me a Heart to Sing To”                                                                    |

### Nagrania zDecca Recordsi późniejsze[3]
| Rok        | Tytuł |
| Lata 30.   | |
| 1934       | „Two Cigarettes in the Dark” |
| 1934       | „The Very Thought of You” |
| 1934       | „The Moon Was Yellow” |
| 1934       | „June in January” z albumu Crosbyana |
| 1934       | „Love Is Just Around the Corner” z albumu Crosbyana |
| 1934       | „With Every Breath I Take” z albumu Crosbyana |
| 1934       | „Maybe I’m Wrong Again” |
| 1935       | „Soon” z albumu Crosbyana |
| 1935       | „Down by the River” z albumu Crosbyana |
| 1935       | „It’s Easy to Remember” z albumu Crosbyana |
| 1935       | „I Wished on the Moon” z albumu Crosbyana |
| 1935       | „Without a Word of Warning” z albumu Crosbyana |
| 1935       | „I Wish I Were Aladdin” z albumu Crosbyana |
| 1935       | „From the Top of Your Head to the Tip of Your Toes” z albumu Crosbyana |
| 1935       | „Red Sails in the Sunset” |
| 1935       | „Silent Night” (złote nagranie) z albumu Christmas Music |
| 1935       | „On Treasure Island” |
| 1936       | „Would You?” |
| 1936       | „The Touch of Your Lips” |
| 1936       | „Robins and Roses” |
| 1936       | „It Ain’t Necessarily So” |
| 1936       | „I’m an Old Cowhand” z albumu Cowboy Songs |
| 1936       | „I Can’t Escape from You” |
| 1936       | „Empty Saddles” z albumu Under Western Skies |
| 1936       | „Song of the Islands” z albumu Music of Hawaii |
| 1936       | „South Sea Island Magic” z albumu Favorite Hawaiian Songs |
| 1936       | „Me and the Moon” |
| 1936       | „Pennies from Heaven” |
| 1936       | „Let’s Call a Heart a Heart” |
| 1936       | „So Do I” |
| 1937       | „One, Two, Button Your Shoe” |
| 1937       | "Sweet Leilani" (złote nagranie) (OSCAR) z albumu Favorite Hawaiian Songs |
| 1937       | „Blue Hawaii” z albumu Favorite Hawaiian Songs |
| 1937       | „Too Marvelous for Words” |
| 1937       | „What Will I Tell My Heart?” |
| 1937       | „Sweet Is the Word for You” |
| 1937       | „Never in a Million Years” |
| 1937       | „Moonlight and Shadows” |
| 1937       | „My Little Buckaroo” z albumu Cowboy Songs |
| 1937       | "Peckin'" (z Jimmym Dorseyem) |
| 1937       | „The Moon Got in My Eyes” |
| 1937       | „(You Know It All) Smarty” |
| 1937       | „It’s the Natural Thing to Do” |
| 1937       | „Remember Me?” |
| 1937       | „I Still Love to Kiss You Goodnight” |
| 1937       | „Can I Forget You?” |
| 1937       | „Bob White (Whatcha Gonna Swing Tonight?)” (z Connee Boswell) |
| 1937       | „Basin Street Blues” (z Connee Boswell) |
| 1937       | „The One Rose (That’s Left in My Heart)” |
| 1937       | „Sail Along, Silv’ry Moon” z albumu Favorite Hawaiian Songs |
| 1938       | „When the Organ Played 'O, Promise Me'” |
| 1938       | "There’s a Gold Mine in the Sky" (z Eddiem Dunstedterem) z albumu Cowboy Songs                                                                                               |
| 1938       | „On the Sentimental Side” |
| 1938       | „The Moon of Manakoora” |
| 1938       | „Let Me Whisper I Love You” |
| 1938       | „When Mother Nature Sings Her Lullaby” |
| 1938       | „Now It Can Be Told” |
| 1938       | „I’ve Got a Pocketful of Dreams” |
| 1938       | "Small Fry" (z Johnnym Mercerem) z albumu Small Fry |
| 1938       | "Mr. Gallagher & Mr. Shean" (z Johnnym Mercerem) z albumu Bing Crosby Sings with Judy Garland, Mary Martin, Johnny Mercer                                                    |
| 1938       | „Alexander’s Ragtime Band” (z Connee Boswell) |
| 1938       | „Don’t Let That Moon Get Away” |
| 1938       | „Mexicali Rose” z albumu Cowboy Songs |
| 1938       | „My Reverie” |
| 1938       | „You Must Have Been a Beautiful Baby” |
| 1939       | „You’re a Sweet Little Headache” |
| 1939       | „I Have Eyes” |
| 1939       | „The Funny Old Hills” |
| 1939       | „Someone Stole Gabriel’s Horn” (z Dorsey Brothers) |
| 1939       | „It’s a Lonely Trail” z albumu Cowboy Songs |
| 1939       | „The Lonesome Road” z albumu Star Dust |
| 1939       | „I Cried for You” z albumu Star Dust |
| 1939       | „Between a Kiss and a Sigh” |
| 1939       | „My Melancholy Baby” z albumu Star Dust |
| 1939       | "Ah! Sweet Mystery of Life” z albumu Victor Herbert Melodies, Vol. 1 |
| 1939       | „East Side of Heaven” |
| 1939       | „Sing a Song of Sunbeams” |
| 1939       | „Deep Purple” z albumu Star Dust |
| 1939       | „God Bless America” z albumu Patriotic Songs for Children |
| 1939       | „That Sly Old Gentleman (from Featherbed Lane)” z albumu Small Fry |
| 1939       | „Little Sir Echo” z albumu Small Fry |
| 1939       | „And the Angels Sing” |
| 1939       | „Alla en el rancho grande” |
| 1939       | „Whistling in the Wildwood” |
| 1939       | „An Apple for the Teacher” (z Connee Boswell) z albumu Small Fry |
| 1939       | „Go Fly a Kite” |
| 1939       | „A Man and His Dream” |
| 1939       | „Start the Day Right” (z Connee Boswell) z albumu Bing and Connee |
| 1939       | „What’s New?” |
| 1939       | „Ciribiribin (They’re So in Love)” (z The Andrews Sisters) z albumu Bing Crosby and The Andrews Sisters                                                                      |
| 1939       | „Yodelin’ Jive” (z The Andrews Sisters) z albumu Bing Crosby and The Andrews Sisters                                                                                         |
| 1939       | „My Isle of Golden Dreams” z albumu Favorite Hawaiian Songs |
| Lata 40.   | |
| 1940       | „Between 18th & 19th on Chestnut Street” (z Connee Boswell) z albumu Bing and Connee                                                                                         |
| 1940       | „Sweet Potato Piper” |
| 1940       | „Just One More Chance” (ponowne nagranie) |
| 1940       | „I’m Too Romantic” (aka „Too Romantic”) |
| 1940       | „The Singing Hills” z albumu Under Western Skies |
| 1940       | „Tumbling Tumbleweeds” z albumu Under Western Skies |
| 1940       | „April Played the Fiddle” |
| 1940       | „I Haven’t Time to Be a Millionaire” |
| 1940       | „Meet the Sun Half-Way” |
| 1940       | „Sierra Sue” z albumu Under Western Skies |
| 1940       | "Mister Meadowlark" (z Johnnym Mercerem) z albumu Bing Crosby Sings with Judy Garland, Mary Martin, Johnny Mercer                                                            |
| 1940       | „Trade Winds” z albumu Hawaii Calls |
| 1940       | „Can’t Get Indiana Off My Mind” |
| 1940       | „That’s for Me” |
| 1940       | „Only Forever” |
| 1940       | „When the Moon Comes Over Madison Square” |
| 1940       | „Where the Blue of the Night (Meets the Gold of the Day)” (ponowne nagranie) z albumu Drifting and Dreaming                                                                  |
| 1940       | „You Made Me Love You” |
| 1941       | „Please” (ponowne nagranie) |
| 1941       | „Along the Santa Fe Trail” z albumu Under Western Skies |
| 1941       | „Lone Star Trail” z albumu Under Western Skies |
| 1941       | „New San Antonio Rose” z albumu Don’t Fence Me In |
| 1941       | „It Makes No Difference Now” z albumu Don’t Fence Me In |
| 1941       | „Did Your Mother Come From Ireland?” z albumu St. Patrick’s Day |
| 1941       | „Dolores” |
| 1941       | „Paradise Isle” z albumu Favorite Hawaiian Songs, Vol. One |
| 1941       | „You and I” |
| 1941       | „Brahms’ Lullaby” |
| 1941       | „'Til Reveille” |
| 1941       | „Be Honest With Me” z albumu Don’t Fence Me In |
| 1941       | „You Are My Sunshine” z albumu Don’t Fence Me In |
| 1941       | „The Whistler’s Mother-in-law” (z Muriel Lane) |
| 1941       | "The Waiter and the Porter and the Upstairs Maid" (z Mary Martin i Jackiem Teagardenem)                                                                                      |
| 1941       | „Clementine” |
| 1941       | „Shepherd Serenade” |
| 1941       | „The Anniversary Waltz” |
| 1942       | „Deep in the Heart of Texas” |
| 1942       | „I Don’t Want to Walk Without You” |
| 1942       | „Sing Me a Song of the Islands” z albumu Favorite Hawaiian Songs, Vol. Two                                                                                                   |
| 1942       | „Miss You” |
| 1942       | „The Lamplighter’s Serenade” |
| 1942       | „When the White Azaleas Start Blooming” |
| 1942       | „Skylark” |
| 1942       | „The Bombardier Song” |
| 1942       | „Be Careful, It’s My Heart” z albumu Song Hits from Holiday Inn |
| 1942       | "White Christmas" (złote nagranie) (OSCAR) z albumu Song Hits from Holiday Inn                                                                                               |
| 1942       | „Moonlight Becomes You” |
| 1943       | „Constantly” |
| 1943       | „Sunday, Monday, or Always” (złote nagranie) |
| 1943       | „If You Please” |
| 1943       | „Mary’s a Grand Old Name” |
| 1943       | „People Will Say We’re in Love” z albumu Bing Crosby Sings the Song Hits from Broadway Shows                                                                                 |
| 1943       | „Oh, What a Beautiful Mornin'” z albumu Bing Crosby Sings the Song Hits from Broadway Shows                                                                                  |
| 1943       | „Pistol Packin’ Mama” (z The Andrews Sisters) (złote nagranie) z albumu Don’t Fence Me In                                                                                    |
| 1943       | „Vict’ry Polka” (z The Andrews Sisters) |
| 1943       | „I’ll Be Home for Christmas” (złote nagranie) z albumu Merry Christmas |
| 1943       | „White Christmas” (złote nagranie) |
| 1943       | „Jingle Bells” (z The Andrews Sisters) z albumu Merry Christmas |
| 1943       | „Let’s Start the New Year Right” z albumu Song Hits from Holiday Inn |
| 1944       | „San Fernando Valley” |
| 1944       | „Poinciana” |
| 1944       | „I Love You” |
| 1944       | „I’ll Be Seeing You” |
| 1944       | "Swinging on a Star" (złote nagranie) (OSCAR) z albumu Selections from Going My Way                                                                                          |
| 1944       | „Going My Way” z albumu Selections from Going My Way |
| 1944       | „Is You Is or Is You Ain’t My Baby” (z The Andrews Sisters) |
| 1944       | „Amor” |
| 1944       | „Long Ago (and Far Away)” z albumu Jerome Kern |
| 1944       | „The Day After Forever” z albumu Selections from Going My Way |
| 1944       | „Hot Time in the Town of Berlin” (z The Andrews Sisters) |
| 1944       | „It Could Happen to You” |
| 1944       | „Too-Ra-Loo-Ra-Loo-Ral” (złote nagranie) z albumu Selections from Going My Way                                                                                               |
| 1944       | „White Christmas” (złote nagranie) |
| 1944       | „Don’t Fence Me In” (z The Andrews Sisters) (złote nagranie) z albumu Don’t Fence Me In                                                                                      |
| 1945       | „Evelina” z albumu Bing Crosby Sings the Song Hits from Broadway Shows |
| 1945       | „Ac-Cent-Tchu-Ate the Positive” (z The Andrews Sisters) |
| 1945       | „The Three Caballeros” (z The Andrews Sisters) |
| 1945       | „Sleigh Ride in July” |
| 1945       | „Like Someone in Love” |
| 1945       | „Just a Prayer Away” |
| 1945       | „All of My Life” |
| 1945       | „Yah-ta-ta, Yah-ta-ta (Talk, Talk, Talk)” (z Judy Garland) z albumu Bing Crosby Sings with Judy Garland, Mary Martin, Johnny Mercer                                          |
| 1945       | „You Belong to My Heart” z albumu El Bingo – A Collection of Latin American Favorites                                                                                        |
| 1945       | „Baia” z albumu El Bingo – A Collection of Latin American Favorites |
| 1945       | "My Baby Said Yes" (z Louisem Jordanem) |
| 1945       | „On the Atchison, Topeka and the Santa Fe” |
| 1945       | „If I Loved You” z albumu Bing Crosby Sings the Song Hits from Broadway Shows                                                                                                |
| 1945       | „Along the Navajo Trail” (z The Andrews Sisters) z albumu Go West Young Man                                                                                                  |
| 1945       | „It’s Been a Long, Long Time” (z Les Paul Trio) z albumu Drifting and Dreaming                                                                                               |
| 1945       | "The Road to Morocco" (z Bobem Hope’em) z albumu Selections from Road to Utopia                                                                                              |
| 1945       | „I Can’t Begin to Tell You” (złote nagranie) |
| 1945       | „White Christmas” (złote nagranie) |
| 1945       | „Aren’t You Glad You’re You?” z albumu Selections from The Bells of St. Mary’s                                                                                               |
| 1946       | „In the Land of Beginning Again” z albumu Selections from The Bells of St. Mary’s                                                                                            |
| 1946       | „Symphony” |
| 1946       | „Give Me the Simple Life” |
| 1946       | „The Bells of St. Mary’s” z albumu Selections from The Bells of St. Mary’s                                                                                                   |
| 1946       | „McNamara’s Band” (złote nagranie) z albumu St. Patrick’s Day |
| 1946       | "Day by Day" (z Melem Tormé i His Mel-Tones) |
| 1946       | „Sioux City Sue” |
| 1946       | „Personality” z albumu Selections from Road to Utopia |
| 1946       | „They Say It’s Wonderful” z albumu Bing Crosby Sings the Song Hits from Broadway Shows                                                                                       |
| 1946       | „South America, Take It Away” (z The Andrews Sisters) (złote nagranie) |
| 1946       | "(Get Your Kicks on) Route 66” (z The Andrews Sisters) |
| 1946       | „Night and Day” |
| 1946       | „You Keep Coming Back Like a Song” z albumu Blue Skies |
| 1946       | „White Christmas” (złote nagranie) |
| 1947       | „A Gal in Calico” |
| 1947       | „Easter Parade” z albumu Song Hits from Holiday Inn |
| 1947       | „That’s How Much I Love You” |
| 1947       | "Alexander’s Ragtime Band" (z Alem Jolsonem) (złote nagranie) z albumu Bing Crosby Sings with Al Jolson, Bob Hope, Dick Haymes and the Andrews Sisters                       |
| 1947       | „Tallahassee” (z The Andrews Sisters) |
| 1947       | "There’s No Business Like Show Business" (z The Andrews Sisters i Dickiem Haymesem) z albumu Bing Crosby Sings with Al Jolson, Bob Hope, Dick Haymes and the Andrews Sisters |
| 1947       | „Feudin’ and Fightin'” z albumu Bing and the Dixieland Bands |
| 1947       | „The Freedom Train” (z The Andrews Sisters) |
| 1947       | „You Do” |
| 1947       | „How Soon (Will I Be Seeing You)” |
| 1947       | „The Whiffenpoof Song” (złote nagranie) z albumu Auld Lang Syne |
| 1947       | „White Christmas” (złote nagranie) |
| 1947       | „Santa Claus Is Comin’ to Town” (z The Andrews Sisters) |
| 1947       | "Silent Night” (nowa wersja) |
| 1948       | „Ballerina” |
| 1948       | „Now Is the Hour” (złote nagranie) z albumu Auld Lang Syne |
| 1948       | „You Don’t Have to Know the Language” (z The Andrews Sisters) z albumu Selections from Road to Rio                                                                           |
| 1948       | „Pass That Peace Pipe” |
| 1948       | „But Beautiful” z albumu Selections from Road to Rio |
| 1948       | „Blue Shadows on the Trail” z albumu Home on the Range |
| 1948       | „A Fella with an Umbrella” |
| 1948       | „White Christmas” (złote nagranie) |
| 1948       | „A Hundred and Sixty Acres” (z The Andrews Sisters) z albumu Go West Young Man                                                                                               |
| 1949       | „Far Away Places” |
| 1949       | „Galway Bay” (złote nagranie) z albumu When Irish Eyes Are Smiling |
| 1949       | „If You Stub Your Toe on the Moon” z albumu A Connecticut Yankee in King Arthur’s Court                                                                                      |
| 1949       | „Careless Hands” |
| 1949       | „Riders in the Sky” |
| 1949       | „Some Enchanted Evening” z albumu South Pacific |
| 1949       | „Bali Ha’i” z albumu South Pacific |
| 1949       | „Dear Hearts and Gentle People” (złote nagranie) |
| 1949       | „Mule Train” |
| 1949       | „Way Back Home” z albumu Way Back Home |
| 1949       | „White Christmas” (złote nagranie) |
| Lata 50.   | |
| 1950       | „Have I Told You Lately That I Love You?” (z The Andrews Sisters) z albumu Go West Young Man                                                                                 |
| 1950       | „Quicksilver” (z The Andrews Sisters) z albumu Go West Young Man |
| 1950       | „Chattanoogie Shoe Shine Boy” |
| 1950       | „I Didn’t Slip, I Wasn’t Pushed, I Fell” |
| 1950       | "Play a Simple Melody" (z Garym Crosbym) (złote nagranie) z albumu Gary Crosby and Friend                                                                                    |
| 1950       | "Sam’s Song" (z Garym Crosbym) z albumu Gary Crosby and Friend |
| 1950       | „La vie en rose” |
| 1950       | „I Cross My Fingers” |
| 1950       | „All My Love” |
| 1950       | „Beyond the Reef” |
| 1950       | „Harbor Lights” |
| 1950       | „White Christmas” (złote nagranie) |
| 1950       | „Rudolph the Red-Nosed Reindeer” |
| 1950       | "A Crosby Christmas" (z Garym Crosbym, Phillipem Crosbym, Dennisem Crosbym i Lindsayem Crosbym)                                                                              |
| 1951       | „A Marshmallow World” |
| 1951       | „Sparrow in the Treetop” (z The Andrews Sisters) |
| 1951       | "When You and I Were Young, Maggie Blues" (z Garym Crosbym) z albumu Gary Crosby and Friend                                                                                  |
| 1951       | "Moonlight Bay" (z Garym Crosbym) z albumu Gary Crosby and Friend |
| 1951       | "Gone Fishin’" (z Louisem Armstrongiem) |
| 1951       | "In the Cool, Cool, Cool of the Evening" (z Jane Wyman) (OSCAR) |
| 1951       | „Shanghai” |
| 1951       | „Domino” |
| 1951       | „White Christmas” (złote nagranie) |
| 1952       | „South Rampart Street Parade” (z The Andrews Sisters) |
| 1952       | „Cool Water” (z The Andrews Sisters) z albumu Home on the Range |
| 1952       | „The Isle of Innisfree” z albumu Themes and Songs from The Quiet Man |
| 1952       | „When The World Was Young (La Chevalier De Paris)” |
| 1952       | „At Last! At Last!” |
| 1952       | „Watermelon Weather” (z Peggy Lee) |
| 1952       | „The Moon Came Up With A Great Idea Last Night” (z Peggy Lee) |
| 1952       | „Till the End of the World” |
| 1952       | „Zing a Little Zong” (z Jane Wyman) z albumu Selections from the Paramount Picture „Just for You”                                                                            |
| 1952       | „Two Shillelagh O'Sullivan” z albumu Shillelaghs and Shamrocks |
| 1952       | „Silver Bells” (z Carol Richards) |
| 1952       | „Keep It a Secret” |
| 1952       | „Sleigh Bell Serenade” |
| 1952       | „Till The End Of The World” |
| 1952       | „Just A Little Lovin' (Will Go A Long Way)” |
| 1952       | „Mother Darlin” |
| 1952       | „Ohio” |
| 1952       | „A Quiet Girl” |
| 1952       | „Copacabana” |
| 1952       | „Granada” |
| 1952       | „Just For You” |
| 1952       | „A Flight of Fancy” |
| 1952       | „Symphony” |
| 1952       | „Poinciana” |
| 1952       | „Rosaleen” |
| 1952       | „Don't Ever Be Afraid To Go Home”ॢ |
| 1952       | „Sleigh Ride” |
| 1952       | „Little Jack Frost Get Lost” (z Peggy Lee) |
| 1953       | „You Don’t Know What Lonesome Is” z albumu Home on the Range |
| 1953       | „Open Up Your Heart” |
| 1953       | „Changing Partners” z albumu Bing Sings the Hits |
| 1953       | „Y'all Come” z albumu Bing Sings the Hits |
| 1953       | Secret Love z albumu Bing Sings the Hits |
| 1953       | My Love, My Love z albumu Bing Sings the Hits |
| 1953       | „Mademoiselle De Paree” z albumu Le Bing: Song Hits of Paris |
| 1953       | „Embrasse - Moi Bien” z albumu Le Bing: Song Hits of Paris |
| 1953       | „Cela M'est Égal - If It's All The Same To You” z albumu The Country Girl / Little Boy Lost                                                                                  |
| 1953       | „The Magic Window” z albumu The Country Girl / Little Boy Lost |
| 1953       | „Hush-a-bye” |
| 1953       | „It Had To Be You” |
| 1953       | „Tenderfoot” |
| 1953       | „Walk Me By The River” |
| 1953       | „If There's Anybody Here (From Out Of Town)” |
| 1953       | „Back In The Old Routine” |
| 1953       | „There's Music In You” |
| 1953       | „I Love My Baby (My Baby Loves Me)” |
| 1953       | „White Christmas” (złote nagranie) |
| 1954       | „Down by the Riverside ”(z Garym Crosbym) |
| 1954       | „Cornbelt Symphony” (z Garym Crosbym) |
| 1954       | „The Call of The South” (z Garym Crosbym) |
| 1954       | „In The Good Old Summertime” |
| 1954       | „Oh, Telly Me Why (The Stars Do Shine)” |
| 1954       | „Liebchen” |
| 1954       | „If You Love Me (Really Love Me)” |
| 1954       | „Young at Heart” |
| 1954       | „(Oh Baby Mine) I Get So Lonely” |
| 1954       | „Count Your Blessings Instead of Sheep” z albumu Selections from Irving Berlin’s White Christmas                                                                             |
| 1954       | „White Christmas” (złote nagranie) z albumu Selections from Irving Berlin’s White Christmas                                                                                  |
| 1955       | „Stranger in Paradise” z albumu Bing Sings the Hits |
| 1955       | „All She'd Say Was "Umh Hum"” |
| 1955       | „The Search Is Through” z albumu The Country Girl / Little Boy Lost |
| 1955       | „The Land Around Us” z albumu The Country Girl / Little Boy Lost |
| 1955       | „It's Mine, It's Yours (The Pitchman)” z albumu The Country Girl / Little Boy Lost                                                                                           |
| 1955       | „Dissertation On the State Of Bliss (Love and Learn)” (z Patty Andrews) z albumu The Country Girl / Little Boy Lost                                                          |
| 1955       | „She Is The Sunshine Of Virginia” |
| 1955       | „Angel Bells” |
| 1955       | „Let's Harmonize” |
| 1955       | „The Song From Desiree (We Meet Again)” |
| 1955       | „Who Gave You The Roses” |
| 1955       | „Jim, Johnny And Jonas” |
| 1955       | „Farewell” |
| 1955       | „I Love Paris” |
| 1955       | „The Song from Desiree” |
| 1955       | „Christmas Is A-Comin' (May God Bless You)” z albumu That Christmas Feeling                                                                                                  |
| 1955       | „Is Christmas Only A Tree” z albumu That Christmas Feeling |
| 1955       | „The First Snowfall” |
| 1955       | „The Next Time It Happens” |
| 1956       | „In a Little Spanish Town” (z Buddy Cole) z albumu In a Little Spanish Town                                                                                                  |
| 1956       | „True Love” (z Grace Kelly) z albumu High Society |
| 1956       | "Well, Did You Evah!” (z Frankiem Sinatrą) z albumu High Society |
| 1956       | "Now You Has Jazz" (z Louisem Armstrongiem) z albumu High Society |
| 1956       | „I've Got Five Dollars” z albumu Bing Sings Whilst Bregman Swings |
| 1956       | „Mountain Greenery” z albumu Bing Sings Whilst Bregman Swings |
| 1956       | „When You're In Love” |
| 1956       | „John Barleycorn” |
| 1956       | „Honeysuckle Rose” |
| 1956       | „Swanee” |
| 1956       | „Because” |
| 1957       | „Around the World” z albumu Around the World with Bing! |
| 1957       | „Seven Nights A Week” |
| 1957       | „Man On Fire” |
| 1957       | „How Lovely Is Christmas” z albumu A Christmas Story – An Axe, an Apple and a Buckskin Jacket                                                                                |
| 1957       | „An Axe, An Apple And A Buckskin Jacket” z albumu A Christmas Story – An Axe, an Apple and a Buckskin Jacket                                                                 |
| 1957       | „Boy At The Window” z albumu A Christmas Story – An Axe, an Apple and a Buckskin Jacket                                                                                      |
| 1957       | „Never Be Afraid” z albumu Never Be Afraid |
| 1957       | „My Own Individual Star” |
| 1957       | „More Than You Know” |
| 1958       | „Gigi” |
| 1958       | „The Next Time It Happens” |
| 1958       | „Rain” |
| 1958       | „Church Bells” |
| 1958       | „Trust Your Destiny To Your Star” |
| 1958       | „On A Slow Boat To China” (z Rosemary Clooney) z albumu Fancy Meeting You Here                                                                                               |
| 1958       | „Hindustan” (z Rosemary Clooney) z albumu Fancy Meeting You Here |
| 1958       | „Straight Down the Middle” |
| 1958       | „Tomorrow's My Lucky Day” |
| 1959       | „Say One for Me” z albumu Say One for Me |
| 1959       | „I Couldn't Care Less” z albumu Say One for Me |
| 1959       | „The Secret Of Christmas” z albumu Say One for Me |
| 1959       | „Just What I Wanted For Christmas” |
| Lata 60.   | |
| 1960       | „Muskrat Ramble” (z Louisem Armstrongiem) z albumu Bing & Satchmo |
| 1960       | „Dardanella” (z Louisem Armstrongiem) z albumu Bing & Satchmo |
| 1960       | „Preacher” (z Louisem Armstrongiem) z albumu Bing & Satchmo |
| 1960       | „Incurably Romantic” |
| 1960       | „The Second Time Around” |
| 1960       | „The River (Sciummo)” |
| 1960       | „Temptation” |
| 1960       | „The Little Drummer Boy” z albumu I Wish You a Merry Christmas |
| 1960       | „Let It Snow! Let It Snow! Let It Snow!” z albumu I Wish You a Merry Christmas                                                                                               |
| 1960       | „Adeste Fideles” |
| 1963       | „Fugue for Tinhorns” (z Deanem Martinem i Frankiem Sinatrą) z albumu Reprise Musical Repertory Theatre – Guys and Dolls                                                      |
| 1963       | „The Oldest Established (Permanent Floating Crap Game In New York)” (z Deanem Martinem i Frankiem Sinatrą) z albumu Reprise Musical Repertory Theatre – Guys and Dolls       |
| 1963       | „I Wish You A Merry Christmas” z albumu I Wish You a Merry Christmas |
| 1963       | „Do You Hear What I Hear?” |
| 1963       | „Christmas Dinner Country Style” |
| 1964       | „Don't Be A Do-Badder” z albumu Robin and the 7 Hoods |
| 1964       | „It's Christmas Time Again” z albumu 12 Songs of Christmas |
| 1964       | „Christmas Candles” z albumu 12 Songs of Christmas |
| 1964       | „We Wish You the Merriest” (z Frankiem Sinatrą) z albumu 12 Songs of Christmas                                                                                               |
| 1964       | „Go Tell It To the Mountain” (z Frankiem Sinatrą) z albumu 12 Songs of Christmas                                                                                             |
| 1964       | „O Holy Night” z albumu I Wish You a Merry Christmas |
| 1964       | „Winter Wonderland” z albumu I Wish You a Merry Christmas |
| 1965       | „The Hukilau Song” z albumu Return to Paradise Islands |
| 1965       | „Beautiful Kahana” z albumu Return to Paradise Islands |
| 1965       | „Lovely Hula Hands” z albumu Return to Paradise Islands |
| 1965       | „Keep Your Eyes On The Hands” z albumu Return to Paradise Islands |
| 1965       | „The White World of Winter” |
| 1965       | „The Secret of Christmas” |
| 1966       | „Far from Home” |
| 1966       | „How Green Was My Valley” |
| 1967       | „Step to the Rear” |
| 1967       | „What Do We Do With the World?” |
| 1968       | „Hey Jude” z albumu Hey Jude/Hey Bing! |
| 1968       | „Just For Tonight” z albumu Hey Jude/Hey Bing! |
| 1968       | „Little Green Apples” z albumu Hey Jude/Hey Bing! |
| 1968       | „More and More” z albumu Hey Jude/Hey Bing! |
| 1969       | „Lonely Street” z albumu Hey Jude/Hey Bing! |
| 1969       | „It's All In the Game” z albumu Hey Jude/Hey Bing! |
| 1969       | „Those Were the Days” z albumu Hey Jude/Hey Bing! |
| 1969       | „The Straight Life” z albumu Hey Jude/Hey Bing! |
| 1969       | „Both Sides Now” z albumu Hey Jude/Hey Bing! |
| 1969       | „Livin' On Lovin'” z albumu Hey Jude/Hey Bing! |
| Lata 70.   | |
| 1971       | „A Time to Be Jolly” z albumu A Time to Be Jolly |
| 1971       | „And the Bells Rang” z albumu A Time to Be Jolly |
| 1973       | „Tie A Yellow Ribbon Round the Ole Oak Tree” |
| 1973       | „It's Not Where You Start” |
| 1973       | „Gonna Build A Mountain” z albumu Bing ’n’ Basie |
| 1973       | „Sugar Don't You Know” z albumu Bing ’n’ Basie |
| 1975       | „Where the Morning Glories Grow” z albumu A Southern Memoir |
| 1975       | „Eres Tu (That's You)” z albumu Bingo Viejo |
| 1975       | „That’s What Life Is All About” z albumu That’s What Life Is All About |
| 1975       | „The Pleasure of Your Company”/„Roamin' In the Gloamin'” (z Johnnym Mercerem) z albumu That’s What Life Is All About                                                         |
| 1975       | „I Love To Dance Like They Used To Dance” z albumu That’s What Life Is All About                                                                                             |
| 1975       | „The Good Old Times” z albumu That’s What Life Is All About |
| 1975       | „Send In The Clowns” z albumu That’s What Life Is All About |
| 1976       | „At My Time of Life” z albumu At My Time of Life |
| 1976       | „Children” z albumu At My Time of Life |
| 1976       | „How Are Things In Glocca Morra?” z albumu At My Time of Life |
| 1976       | „Heat Wave” z albumu At My Time of Life |
| 1976       | „There's Nothing That I Haven't Sung About” z albumu Feels Good, Feels Right                                                                                                 |
| 1976       | „As Time Goes By” z albumu Feels Good, Feels Right |
| 1976       | „When A Child Is Born” z albumu Beautiful Memories |
| 1976       | „What I Did for Love” z albumu Beautiful Memories |
| 1977       | „White Christmas” |
| 1977       | „Beautiful Memories” z albumu Beautiful Memories |
| 1977       | „A Little Love and Understanding” z albumu Beautiful Memories |
| 1977       | „Deja Vu” z albumu Beautiful Memories |
| 1977       | „Frenesi” z albumu Bingo Viejo |
| 1977       | „Maria Bonita” z albumu Bingo Viejo |
| 1977       | „Seasons” z albumu Seasons |
| 1977       | „On The Very First Day of The Year” z albumu Seasons |
| 1977       | „Yesterday When I Was Young” z albumu Seasons |
| 1977       | „Sleigh Ride” z albumu Seasons |
| 1977       | „June In January” z albumu Seasons |
| Lata 80.   | |
| 1982       | „Peace on Earth/The Little Drummer Boy” (z Davidem Bowie) |
| 1983       | „True Love” (z Grace Kelly) |
| 1985       | „White Christmas” |
| Lata 90.   | |
| 1998       | „White Christmas” z albumu The Voice of Christmas: The Complete Decca Christmas Songbook                                                                                     |
| Lata 2000. | |
| 2012       | „White Christmas” (z Michaelem Bublé) |
| 2018       | „White Christmas” z albumu Bing At Christmas |
| 2019       | „It's Beginning to Look a Lot Like Christmas” z albumu Bing At Christmas |
| 2019       | „Peace on Earth/The Little Drummer Boy” (z Davidem Bowie) z albumu Bing At Christmas                                                                                         |
| 2019       | „Winter Wonderland” z albumu Bing At Christmas |
| 2024       | „What Is This Thing Called Love?” |
| 2024       | „White Christmas” (z V) |

## Albumy

### Albumy studyjne i koncertowe, kompilacje oraz ścieżki dźwiękowe
| Rok | Tytuł | Rodzaj albumu     | Najwyższe pozycje na listach |
| (Wydania: Decca – 6) | |                   |                              |
| 1939 | Music of Hawaii (z Harrym Owensem, Rayem Kinneyem oraz Tedem Fio Rito) - Wytwórnia: Decca Records (A-10) - Format: 5 płyt 78 obr./min | kompilacyjny      | –                            |
| 1939 | Victor Herbert Melodies, Vol. 1 (nagrany w 1938; z Frances Langford, Rudym Vallée, Florence George oraz Victorem Youngiem z orkiestrą) - Wytwórnia: Decca Records (A-38) - Format: 5 płyt 78 obr./min | studyjny          | –                            |
| 1939 | Patriotic Songs for Children (z Frankiem Lutherem) - Wytwórnia: Decca Records (A-50) - Format: 3 płyty 78 obr./min | kompilacyjny      | –                            |
| 1939 | Decca Presents: Bing Crosby in an Album of Cowboy Songs - Wytwórnia: Decca Records (A-69) - Format: 6 płyt 78 obr./min - Pierwszy solowy album Binga Crosby’ego | kompilacyjny      | –                            |
| 1939 | Victor Herbert Melodies, Vol. 2 (z Frances Langford, Rudym Vallée, Florence George oraz Victorem Youngiem z orkiestrą) - Wytwórnia: Decca Records (A-72) - Format: 5 płyt 78 obr./min | kompilacyjny      | –                            |
| 1939 | George Gershwin Songs, Vol. 1 (z Victorem Youngiem z orkiestrą, Jacques Fray, Anne Jamieson, The Merry Macs oraz Shirley Ross) - Wytwórnia: Decca Records (A-96) - Format: 5 płyt 78 obr./min | kompilacyjny      | –                            |
| (Wydania: Decca – 47, Brunswick – 2, Columbia Masterworks – 2) | |                   |                              |
| 1940 | Ballad for Americans - Wytwórnia: Decca Records (A-134) - Format: 2 płyty 78 obr./min - Pierwszy solowy album studyjny Binga Crosby’ego | studyjny          | –                            |
| 1940 | Favorite Hawaiian Songs - Wytwórnia: Decca Records (A-140) - Format: 6 płyt 78 obr./min | kompilacyjny      | –                            |
| 1940 | Christmas Music (z Kennym Bakerem, Men About Town oraz Eddiem Dunstedterem) - Wytwórnia: Decca Records (A-159) - Format: 4 płyty 78 obr./min | kompilacyjny      | –                            |
| 1940 | Star Dust: A Group of Sentimental Songs Sung by Bing Crosby - Wytwórnia: Decca Records (A-181) - Format: 6 płyt 78 obr./min - Album wydawano ponownie, m.in. w 1950 roku, ale z różniącą się okładką. | kompilacyjny      | 10 (powtórne wydanie)        |
| 1941 | Hawaii Calls: A Group of Popular Hawaiian Songs (z Frances Langford, Harrym Owensem oraz Dickiem McIntire’em) - Wytwórnia: Decca Records (A-193) - Format: 5 płyt 78 obr./min | kompilacyjny      | –                            |
| 1941 | Small Fry: A Collection of Songs About Small Fry Sung by Bing Crosby - Wytwórnia: Decca Records (A-202) - Format: 5 płyt 78 obr./min - Piosenka Small Fry zawarta w tym albumie została wykonana przez Crosby’ego w filmie Sing You Sinners w 1938 roku. | kompilacyjny      | –                            |
| 1941 | Crosbyana: 12 Favorite Songs From Bing Crosby’s Paramount Picture - Wytwórnia: Decca Records (A-221) - Format: 6 płyt 78 obr./min - Utwory umieszczone na tym albumie Crosby wykonał w filmach, takich jak: Mississippi, Tutaj jest moje serce, Two for Tonight oraz The Big Broadcast of 1936. | kompilacyjny      | –                            |
| 1941 | Under Western Skies: Songs of the West Sung by Bing Crosby - Wytwórnia: Decca Records (A-250) - Format: 5 płyt 78 obr./min | kompilacyjny      | –                            |
| 1942 | Song Hits from Holiday Inn (z Fredem Astaire’em) - Wytwórnia: Decca Records (A-306) - Format: 6 płyt 78 obr./min | studyjny          | –                            |
| 1943 | A Collection of Early Recordings Volume I - Wytwórnia: Brunswick Records (B-1012) - Format: 4 płyty 78 obr./min. | kompilacyjny      | –                            |
| 1944 | Crosby Classics - Wytwórnia: Columbia Masterworks (M-555) - Format: 5 płyt 78 obr./min. | kompilacyjny      | –                            |
| 1944 | A Collection of Early Recordings Volume II - Wytwórnia: Brunswick Records (B-1015) - Format: 4 płyty 78 obr./min. | kompilacyjny      | –                            |
| 1945 | Merry Christmas (Dwa utwory wykonane z The Andrews Sisters) - Wytwórnia: Decca Records (A-403) - Format: 5 płyt 78 obr./min | kompilacyjny      | 1                            |
| 1945 | Selections from Going My Way (Academy Award Picture) - Wytwórnia: Decca Records (A-405) - Format: 3 płyty 78 obr./min | studyjny          | 1                            |
| 1946 | Selections from The Bells of St. Mary’s (nagrany w 1945) - Wytwórnia: Decca Records (A-410) - Format: 2 płyty 78 obr./min | studyjny          | 1                            |
| 1946 | Don’t Fence Me In: Songs of the Wide Open Spaces (z The Andrews Sisters) - Wytwórnia: Decca Records (A-417) - Format: 6 płyt 78 obr./min | kompilacyjny      | 2                            |
| 1946 | The Happy Prince (z Orsonem Wellesem oraz Lurene Tuttle) - Wytwórnia: Decca Records (A-420) - Format: 2 płyty 78 obr./min | studyjny          | –                            |
| 1946 | Selections from Road to Utopia (nagrany w 1944; dwa utwory wykonane z Bobem Hope’em) - Wytwórnia: Decca Records (A-423) - Format: 3 płyty 78 obr./min | studyjny          | –                            |
| 1946 | Stephen Foster Songs - Wytwórnia: Decca Records (A-440) - Format: 4 płyty 78 obr./min | kompilacyjny      | –                            |
| 1946 | What We So Proudly Hail - Wytwórnia: Decca Records (A-453) - Format: 3 płyty 78 obr./min - W albumie tym zamieszczono album z 1940 roku Ballad for Americans. | kompilacyjny      | –                            |
| 1946 | Favorite Hawaiian Songs, Vol. One - Wytwórnia: Decca Records (A-460) - Format: 5 płyt 78 obr./min | kompilacyjny      | –                            |
| 1946 | Favorite Hawaiian Songs, Vol. Two - Wytwórnia: Decca Records (A-461) - Format: 5 płyt 78 obr./min | kompilacyjny      | –                            |
| 1946 | Blue Skies (A Paramount Technicolor Production) (z Fredem Astaire’em oraz Irvingiem Berlinem) - Wytwórnia: Decca Records (A-481) - Format: 5 płyt 78 obr./min | studyjny          | 2                            |
| 1946 | Jerome Kern Songs (Dwa utwory wykonane z Dixie Lee) - Wytwórnia: Decca Records (A-485) - Format: 4 płyty 78 obr./min | kompilacyjny      | –                            |
| 1947 | St. Patrick’s Day - Wytwórnia: Decca Records (A-495) - Format: 5 płyt 78 obr./min | kompilacyjny      | 1                            |
| 1947 | Victor Herbert Songs (Dwa utwory wykonane z Frances Langford) - Wytwórnia: Decca Records (A-505) - Format: 3 płyty 78 obr./min | kompilacyjny      | –                            |
| 1947 | Cowboy Songs, Vol. One - Wytwórnia: Decca Records (A-514) - Format: 4 płyty 78 obr./min | kompilacyjny      | –                            |
| 1947 | Selections from Welcome Stranger (nagrany w 1946) - Wytwórnia: Decca Records (A-531) - Format: 2 płyty 78 obr./min | studyjny          | –                            |
| 1947 | Our Common Heritage – Great Poems Celebrating Milestones in the History of America (z Brianem Donlevym, Agnes Moorehead, Fredrickiem Marchem, Walterem Hustonem oraz Patem O’Brienem) - Wytwórnia: Decca Records (A-536) - Format: 8 płyt 78 obr./min | studyjny          | –                            |
| 1947 | El Bingo – A Collection of Latin American Favorites - Wytwórnia: Decca Records (A-547) - Format: 4 płyty 78 obr./min | kompilacyjny      | –                            |
| 1947 | The Small One: A Christmas Story - Wydany: 2 września 1947 - Wytwórnia: Decca Records (A-553) - Format: 2 płyty 78 obr./min | studyjny          | –                            |
| 1947 | The Man Without a Country - Wytwórnia: Decca Records (DAU-3) - Format: 2 płyty 78 obr./min | studyjny          | –                            |
| 1947 | Drifting and Dreaming - Wytwórnia: Decca Records (A-578) - Format: 4 płyty 78 obr./min | kompilacyjny      | –                            |
| 1948 | Blue of the Night - Wytwórnia: Decca Records (A-615) - Format: 4 płyty 78 obr./min | kompilacyjny      | –                            |
| 1948 | Selections from Showboat (z Frances Langford, Tonym Martinem, Kennym Bakerem oraz Lee Wiley) - Wytwórnia: Decca Records (A-619) - Format: 4 płyty 78 obr./min | kompilacyjny      | –                            |
| 1948 | The Emperor Waltz: Selections from Paramount’s Technicolor Picture - Wytwórnia: Decca Records (A-620) - Format: 2 płyty 78 obr./min | studyjny          | 2                            |
| 1948 | St. Valentine’s Day - Wytwórnia: Decca Records (A-621) - Format: 4 płyty 78 obr./min | kompilacyjny      | 8                            |
| 1948 | Bing Crosby Sings with Al Jolson, Bob Hope, Dick Haymes and the Andrews Sisters (z Alem Jolsonem, Bobem Hope’em, Dickiem Haymesem oraz The Andrews Sisters) - Wytwórnia: Decca Records (A-628) - Format: 3 płyty 78 obr./min | kompilacyjny      | –                            |
| 1948 | Selections from Road to Rio (nagrany w 1947; z The Andrews Sisters) - Wytwórnia: Decca Records (A-629) - Format: 2 płyty 78 obr./min | studyjny          | –                            |
| 1948 | Bing Crosby Sings with Judy Garland, Mary Martin, Johnny Mercer (z Judy Garland, Mary Martin oraz Johnnym Mercerem) - Wytwórnia: Decca Records (A-631) - Format: 5 płyt 78 obr./min | kompilacyjny      | –                            |
| 1948 | Bing Crosby Sings with Lionel Hampton, Eddie Heywood, Louis Jordan (z Lionelem Hamptonem, Eddiem Heywoodem oraz Louisem Jordanem) - Wytwórnia: Decca Records (A-634) - Format: 4 płyty 78 obr./min | kompilacyjny      | –                            |
| 1948 | Bing Crosby Sings the Song Hits from Broadway Shows - Wytwórnia: Decca Records (A-648) - Format: 4 płyty 78 obr./min | kompilacyjny      | –                            |
| 1948 | Cowboy Songs, Vol. Two - Wytwórnia: Decca Records (A-658) - Format: 4 płyty 78 obr./min | kompilacyjny      | –                            |
| 1948 | Auld Lang Syne - Wytwórnia: Decca Records (A-663) - Format: 4 płyty 78 obr./min | kompilacyjny      | –                            |
| 1949 | Bing Crosby Sings Cole Porter Songs - Wytwórnia: Decca Records (A-691) - Format: 4 płyty 78 obr./min | kompilacyjny      | –                            |
| 1949 | A Connecticut Yankee in King Arthur’s Court' (nagrany w 1947) - Wytwórnia: Decca Records (A-699) - Format: 3 płyty 78 obr./min | studyjny          | 5                            |
| 1949 | Bing Crosby Sings Songs by George Gershwin - Wytwórnia: Decca Records (A-702) - Format: 4 płyty 78 obr./min | kompilacyjny      | –                            |
| 1949 | South Pacific (z Dannym Kaye’em, Evelyn Knight oraz Ellą Fitzgerald) - Wytwórnia: Decca Records (A-714) - Format: 4 płyty 78 obr./min | kompilacyjny      | 8                            |
| 1949 | Christmas Greetings (Dwa utwory wykonane z The Andrews Sisters) - Wytwórnia: Decca Records (A-715) - Format: 3 płyty 78 obr./min | studyjny          | 4                            |
| 1949 | Ichabod – The Legend of Sleepy Hollow - Wytwórnia: Decca Records (A-725) - Format: 2 płyty 78 obr./min | studyjny          | –                            |
| 1949 | Crosby Classics, Vol. 2 - Wytwórnia: Columbia Masterworks (MM-762) - Format: 4 płyty 78 obr./min. | kompilacyjny      | 8                            |
| (Wydania: Decca – 43, Verve – 1, Capitol – 1, RCA Victor – 3, Golden Records – 4, Brunswick – 2, Columbia – 2, World Library Publications – 1, Harmony – 1, Vocalion – 1)                                                                                  | |                   |                              |
| 1950 | Top o’ the Morning / Emperor Waltz: Selections from the Paramount Pictures - Wytwórnia: Decca Records (DL 5272) - Format: LP (10) - Album ten wydaje się być pierwszym albumem LP Crosby’ego, który nie został wydany jako album 78 obr./min. | studyjny          | –                            |
| 1950 | Songs from Mr. Music (z The Andrews Sisters oraz Dorothy Kirsten) - Wytwórnia: Decca Records (A-790) - Format: 4 płyty 78 obr./min | studyjny          | 10                           |
| 1950 | Go West Young Man (z The Andrews Sisters) - Wytwórnia: Decca Records (DL 5302) - Format: LP (10) lub 4 płyty 45 obr./min. | kompilacyjny      | –                            |
| 1950 | Cowboy Songs Volume 3 - Wytwórnia: Decca Records (Decca – 9-145) - Format: 4 płyty 45 obr./min. | kompilacyjny      | –                            |
| 1950 | Al Jolson and Bing Crosby (z Alem Jolsonem) - Wytwórnia: Decca Records (DL 5316) - Format: LP (10) | kompilacyjny      | –                            |
| 1950 | Down Memory Lane with Bing, Vol. I - Wytwórnia: Decca Records (DL 5340 / 9-242) - Format: LP (10) lub 4 płyty 45 obr./min. | kompilacyjny      | –                            |
| 1951 | Collectors’ Classics, Vols. 1–8 1. Vol. 1 2. Vol. 2 3. Vol. 3 4. Vol. 4 5. Vol. 5 6. Vol. 6 7. Vol. 7 8. Vol. 8 - Wytwórnia: Decca Records (DL6008 – DL6015) - Format: 8 płyt LP (10) | kompilacyjny      | –                            |
| 1951 | Way Back Home - Wytwórnia: Decca Records (A-826) - Format: 4 płyty 78 obr./min | kompilacyjny      | –                            |
| 1951 | Bing Crosby Sings the Song Hits from... - Wytwórnia: Decca Records (DL 5298) - Format: LP (10) | studyjny          | –                            |
| 1951 | Bing and the Dixieland Bands - Wytwórnia: Decca Records (DL 5323) - Format: LP (10) | kompilacyjny      | –                            |
| 1951 | Yours Is My Heart Alone: Beautiful Love Songs Sung by Bing Crosby - Wytwórnia: Decca Records (DL 5326) - Format: LP (10) | kompilacyjny      | –                            |
| 1951 | Country Style: A Group of Country Songs Sung by Bing Crosby - Wytwórnia: Decca Records (DL 5331) - Format: LP (10) | kompilacyjny      | –                            |
| 1951 | Down Memory Lane with Bing, Vol. II - Wytwórnia: Decca Records (DL 5343 / 9-246) - Format: LP (10) lub 4 płyty 45 obr./min. | kompilacyjny      | –                            |
| 1951 | Beloved Hymns (nagrany w 1949) - Wytwórnia: Decca Records (DL 5351) - Format: LP (10) | studyjny          | –                            |
| 1952 | Bing and Connee: Famous Vocal Duets (z Connie Boswell) - Wytwórnia: Decca Records (DL 5390) - Format: LP (10) | kompilacyjny      | –                            |
| 1952 | When Irish Eyes Are Smiling: A Collection of Old and New Songs of Erin - Wytwórnia: Decca Records (DL 5403) - Format: LP (10) | kompilacyjny      | –                            |
| 1952 | Themes and Songs from The Quiet Man (z Victorem Youngiem) - Wytwórnia: Decca Records (DL 5411) - Format: LP (10) | kompilacyjny      | –                            |
| 1952 | Selections from the Paramount Picture „Just for You” (z Jane Wyman oraz The Andrews Sisters) - Wytwórnia: Decca Records (DL 5417) - Format: LP (10) | studyjny          | –                            |
| 1952 | Road to Bali (Selections From The Paramount Picture) (z Bobem Hope’em oraz Peggy Lee) - Wytwórnia: Decca Records (DL 5444) - Format: LP (10) | studyjny          | –                            |
| 1953 | Le Bing: Song Hits of Paris - Wytwórnia: Decca Records (DL 5499) - Format: LP (10) - Le Bing to album koncepcyjny, w którym wszystkie zawarte piosenki są śpiewane przez Crosby’ego w języku francuskim. | studyjny          | –                            |
| 1954 | Some Fine Old Chestnuts (nagrany w 1953; z aranżacjami muzycznymi The Buddy Cole Trio) - Wydany: marzec 1954 - Wytwórnia: Decca Records (DL 5508) - Format: LP (10) | studyjny          | –                            |
| 1954 | Bing Sings the Hits - Wytwórnia: Decca Records (DL 5520) - Format: LP (10) | kompilacyjny      | –                            |
| 1954 | Selections from Irving Berlin’s White Christmas (z Dannym Kaye’em, Trudy Stevens oraz Peggy Lee) - Wytwórnia: Decca Records (A-956 / DL 8083) - Format: 5 płyt 78 obr./min lub LP (10) - Był to jeden z ostatnich albumów muzycznych w formacie 78 obr./min wydanych przez Decca Records. | studyjny          | 2                            |
| 1954 | Bing: A Musical Autobiography - Wytwórnia: Decca Records (DL8072 – DL8076) - Format: box set, 6 płyt LP (12) - Część utworów to nowe nagrania studyjne oprawione komentarzami Crosby’ego, natomiast kolejna część to oryginalne nagrania z poprzednich lat, które również zawierają komentarze piosenkarza. | studyjny          | 9                            |
| 1955 | The Country Girl / Little Boy Lost: Bing Crosby Sings Selections from the Paramount Picture (nagrany w 1953–1954) - Wytwórnia: Decca Records (DL 5556) - Format: LP (10) | studyjny          | –                            |
| 1955 | Merry Christmas (Trzy utwory wykonane z The Andrews Sisters oraz jeden utwór z Carol Richards) - Wytwórnia: Decca Records (DL 8128) - Format: LP (12) - Późniejsza wersja albumu 78 obr./min z 1945 roku | kompilacyjny      | –                            |
| 1955 | Old Masters - Wytwórnia: Decca Records (DX-152 / ED 1800) - Format: 3 płyty LP lub 9 płyt 45 obr./min. | kompilacyjny      | –                            |
| 1955 | Der Bingle - Wytwórnia: Columbia Records (CL 2502) - Format: LP (10) | kompilacyjny      | –                            |
| 1955 | Young Bing Crosby - Wytwórnia: RCA Victor (LPM-2071) - Format: LP (12) | kompilacyjny      | –                            |
| 1956 | Shillelaghs and Shamrocks - Wytwórnia: Decca Records (DL 8207) - Format: LP (12) - Album zawierał utwory o tematyce irlandzkiej, które pojawiły się na wcześniejszych albumach Crosby’ego takich jak np. St. Patrick’s Day. | kompilacyjny      | –                            |
| 1956 | Home on the Range - Wytwórnia: Decca Records (DL 8210) - Format: LP (12) - Album składał się z utworów, które zostały zaprezentowane na pierwszym solowym albumie Crosby’ego z 1939 roku pod tytułem Cowboy Songs, a także z czterech późniejszych nagrań. | kompilacyjny      | –                            |
| 1956 | Blue Hawaii - Wytwórnia: Decca Records (DL 8269) - Format: LP (12) - Album składał się ze wcześniej wydanych piosenek o tematyce hawajskiej, które pojawiły się na albumach takich jak: Favorite Hawaiian Songs, Favorite Hawaiian Songs, Vol. One, czy Favorite Hawaiian Songs, Vol. Two. | kompilacyjny      | –                            |
| 1956 | High Tor: Songs And Story From The Ford Star Jubilee - CBS Television Production (nagrany w 1955; z Julie Andrews oraz Everettem Sloane’em) - Wytwórnia: Decca Records (DL 8272) - Format: LP (12) - Album został zaczerpnięty ze ścieżki dźwiękowej filmu telewizyjnego Ford Star Jubilee emitowanego 10 marca 1956 roku przez CBS.                                                                                          | ścieżka dźwiękowa | –                            |
| 1956 | A Christmas Sing with Bing Around the World (nagrany w 1955) - Wydany: grudzień 1956 - Wytwórnia: Decca Records (DL 8419) - Format: LP (12) - Album został zaczerpnięty z audycji radiowej CBS, nagranej 19 grudnia i nadanej 24 grudnia 1955 roku. | koncertowy        | –                            |
| 1956 | Anything Goes (z Donaldem O’Connorem, Mitzi Gaynor oraz Zizi Jeanmaire) - Wytwórnia: Decca Records (DL 8318) - Format: LP (12) | ścieżka dźwiękowa | –                            |
| 1956 | Songs I Wish I Had Sung the First Time Around - Wydany: 13 sierpnia 1956 - Wytwórnia: Decca Records (DL 8352) - Format: LP (12) | studyjny          | –                            |
| 1956 | Bing Sings Whilst Bregman Swings (z orkiestrą pod dyrekcją Buddy’ego Bregmana) - Wytwórnia: Verve Records (MGV-2020) - Format: LP (12) | studyjny          | –                            |
| 1956 | High Society: A New High Fidelity Recording From the Sound Track of the MGM Picture (z Frankiem Sinatrą, Louisem Armstrongiem, Grace Kelly, Celeste Holm oraz Johnem Greenem) - Wytwórnia: Capitol Records (W-750) - Format: LP (12) | ścieżka dźwiękowa | 5                            |
| 1957 | Bing with a Beat (z orkiestrą Bob Scobey's Frisco Jazz Band) - Wydany: wrzesień 1957 - Wytwórnia: RCA Victor (LPM-1473) - Format: LP (12) | studyjny          | –                            |
| 1957 | A Christmas Story – An Axe, an Apple and a Buckskin Jacket - Wydany: październik 1957 - Wytwórnia: Golden Records (A298:21) - Format: LP (12) | studyjny          | –                            |
| 1957 | Ali Baba and the Forty Thieves - Wydany: październik 1957 - Wytwórnia: Golden Records (A298:20) - Format: LP (12) | studyjny          | –                            |
| 1957 | Twilight On the Trail - Wytwórnia: Decca Records (DL 8365) - Format: LP (12) | kompilacyjny      | –                            |
| 1957 | New Tricks' (nagrany w 1955–1956; z arażancjami muzycznymi The Buddy Cole Trio) - Wydany: marzec 1957 - Wytwórnia: Decca Records (DL 8575) - Format: LP (12) | studyjny          | –                            |
| 1957 | The Bible Story of Christmas (Narrated by Bing Crosby) - Wydany: grudzień 1957 - Wytwórnia: World Library Publications (WLSM-5) - Format: LP (12) | studyjny          | –                            |
| 1957 | The Voice Of Bing... In The 1930's - Wytwórnia: Brunswick Records (BL 54005) - Format: LP (12) | kompilacyjny      | –                            |
| 1958 | Never Be Afraid: A Musical Version of The Emperor's New Clothes (nagrany w 1957) - Wydany: marzec 1958 - Wytwórnia: Golden Records (A198:22) - Format: LP (12) | studyjny          | –                            |
| 1958 | Jack B. Nimble – A Mother Goose Fantasy (nagrany w 1957) - Wydany: marzec 1958 - Wytwórnia: Golden Records (A198:23) - Format: LP (12) | studyjny          | –                            |
| 1958 | Fancy Meeting You Here (z Rosemary Clooney) - Wytwórnia: RCA Victor (LPM / LSP 1854) - Format: LP (12) | studyjny          | –                            |
| 1958 | Around the World with Bing! - Wytwórnia: Decca Records (DL 8687) - Format: LP (12) | kompilacyjny      | –                            |
| 1958 | Bing in Paris - Wytwórnia: Decca Records (DL 8780) - Format: LP (12) - Dwa utwory z tego albumu – Mademoiselle de Paris oraz La Vie en rose, pojawiły się na albumie Le Bing: Song Hits of Paris z 1953 roku. | kompilacyjny      | –                            |
| 1958 | That Christmas Feeling (Dwa utwory wykonane z The Andrews Sisters) - Wytwórnia: Decca Records (DL 8781) - Format: LP (12) - Album zawierał utwory o tematyce bożonarodzeniowej (w tym album Christmas Greetings z 1949 roku oraz 5 późniejszych nagrań). | kompilacyjny      | –                            |
| 1958 | In a Little Spanish Town - Wytwórnia: Decca Records (DL 8846) - Format: LP (12) - Na tym albumie znalazło się kilka utworów pochodzących z albumu El Bingo – A Collection of Latin American Favorites z 1947 roku. | kompilacyjny      | –                            |
| 1958 | A Musical Autobiography of Bing Crosby 1927-1934 - Wytwórnia: Decca Records (DL 9054) - Format: LP (12) | kompilacyjny      | –                            |
| 1958 | A Musical Autobiography of Bing 1934-1941 - Wytwórnia: Decca Records (DL 9064) - Format: LP (12) | kompilacyjny      | –                            |
| 1958 | Crosby Classics - Wytwórnia: Harmony Records (HL 7094) - Format: LP (12) | kompilacyjny      | –                            |
| 1958 | Bing Crosby Sings - Wytwórnia: Vocalion Records (VL 3603) - Format: LP (12) | kompilacyjny      | –                            |
| 1959 | Bing’s Buddies and Beaus (z The Andrews Sisters, Jane Wyman, Garym Crosbym, Johnnym Mercerem, Fredem Astaire’em, Bobem Hope’em, Alem Jolsonem, Mary Martin, Carol Richards, Williamem Bendixem oraz Louisem Armstrongiem) - Wytwórnia: Brunswick Records (LAT 8306) - Format: LP (12) | kompilacyjny      | –                            |
| 1959 | Say One for Me: An Original Sound Track Recording (z Debbie Reynolds oraz Robertem Wagnerem) - Wytwórnia: Columbia Records (CL 1337) - Format: LP (12) | ścieżka dźwiękowa | –                            |
| 1959 | A Musical Autobiography of Bing Crosby 1941-1944 - Wytwórnia: Decca Records (DL 9067) - Format: LP (12) | kompilacyjny      | –                            |
| (Wydania: RCA Victor – 2, Warner Bros. – 4, MGM – 3, Decca – 21, Liberty – 1, The Longines Symphonette – 3, Pickwick – 1, Amos– 1, Reprise – 8, Capitol – 2, Columbia – 2, Metro – 1, Ace Of Hearts – 2, Vocalion – 1)                                     | |                   |                              |
| 1960 | How the West Was Won' (nagrany w 1959) (z Rosemary Clooney, Samem Hintonem, Jack Halloran Singers, Jimmiem Driftwoodem, The Tarrytown Trio, The Deseret Mormon Choir oraz The Salt Lake Mormon Tabernacle Choir) - Wytwórnia: RCA Victor (LOP-6070) - Format: 2 płyty LP (12) | studyjny          | –                            |
| 1960 | Join Bing and Sing Along (33 Great Songs) (nagrany w 1959) - Wytwórnia: Warner Bros. Records / RCA Victor (W/WS-1363 / LPM/LSP-2276) - Format: LP (12) | studyjny          | 7 (UK)                       |
| 1960 | Bing & Satchmo (z Louisem Armstrongiem) - Wydany: październik 1960 - Wytwórnia: MGM Records (E3882P) - Format: LP (12) | studyjny          | –                            |
| 1960 | Songs of Christmas (Jeden utwór wykonany z The Andrews Sisters) - Wytwórnia: Decca Records (DL 34461) - Format: LP (12) | kompilacyjny      | –                            |
| 1961 | 101 Gang Songs (nagrany w 1960) - Wydany: 18 stycznia 1961 - Wytwórnia: Warner Bros. Records (W 2R-1401) - Format: 2 płyty LP (12) | studyjny          | –                            |
| 1961 | El Señor Bing (nagrany w 1960) - Wydany: październik 1961 - Wytwórnia: MGM Records (E3890P) - Format: LP (12) | studyjny          | –                            |
| 1961 | My Golden Favorites (Dwa utwory wykonane z The Andrews Sisters oraz jeden utwór z Garym Crosbym) - Wytwórnia: Decca Records (DL 4086) - Format: LP (12) | kompilacyjny      | –                            |
| 1961 | A Musical Autobiography of Bing Crosby 1944-1947 - Wytwórnia: Decca Records (DL 9077) - Format: LP (12) | kompilacyjny      | –                            |
| 1962 | The Road to Hong Kong: Original Soundtrack Album (z Bobem Hope’em, Dorothy Lamour, Joan Collins oraz Robertem Farnonem) - Wydany: marzec 1962 - Wytwórnia: Liberty Records (LOM 16002) - Format: LP (12) | ścieżka dźwiękowa | –                            |
| 1962 | Bing’s Hollywood 1. Easy to Remember 2. Pennies from Heaven 3. Pocket Full of Dreams 4. East Side of Heaven 5. The Road Begins 6. Only Forever 7. Holiday Inn 8. Swinging on a Star 9. Accentuate the Positive 10. Blue Skies 11. But Beautiful 12. Sunshine Cake 13. Cool of the Evening 14. Zing a Little Zong 15. Anything Goes - Wytwórnia: Decca Records (DL4250 – DL4264) - Zestaw 15 albumów - Format: 15 płyt LP (12) | kompilacyjny      | –                            |
| 1962 | On the Happy Side - Wydany: październik 1962 - Wytwórnia: Warner Bros. Records (W1482) - Format: LP (12) | studyjny          | –                            |
| 1962 | I Wish You a Merry Christmas - Wydany: październik 1962 - Wytwórnia: Warner Bros. Records (W1484) - Format: LP (12) | studyjny          | –                            |
| 1962 | Holiday in Europe (nagrany w 1961) - Wydany: listopad 1962 - Wytwórnia: Decca Records (DL 4281) - Format: LP (12) | studyjny          | –                            |
| 1963 | Reprise Musical Repertory Theatre 1. Finian's Rainbow 2. South Pacific 3. Guys and Dolls (z Deanem Martinem, Frankiem Sinatrą, Rosemary Clooney, Sammym Davisem Jr., Debbie Reynolds oraz innymi wykonawcami) - Wytwórnia: Reprise Records (4F-2019) - Zestaw 4 albumów, w tym 3 albumy z udziałem Binga - Format: 3 płyty LP (12)                                                                                            | studyjny          | –                            |
| 1964 | Return to Paradise Islands (nagrany w 1963) - Wytwórnia: Reprise Records (R-6106) - Format: LP (12) | studyjny          | –                            |
| 1964 | America, I Hear You Singing (z Frankiem Sinatrą oraz Fredem Waringiem) - Wydany: kwiecień 1964 - Wytwórnia: Reprise Records (F 2020) - Format: LP (12) | studyjny          | –                            |
| 1964 | Robin and the 7 Hoods: Original Score From The Motion Picture Musical Comedy (z Deanem Martinem, Frankiem Sinatrą, Sammym Davisem Jr. oraz Peterem Falkiem) - Wydany: czerwiec 1964 - Wytwórnia: Reprise Records (F 2021) - Format: LP (12) | studyjny          | –                            |
| 1964 | 12 Songs of Christmas (z Frankiem Sinatrą oraz Fredem Waringiem) - Wydany: sierpień 1964 - Wytwórnia: Reprise Records (F 2022) - Format: LP (12) | studyjny          | –                            |
| 1964 | The Very Best of Bing Crosby - Wytwórnia: MGM Records (E-4203) - Format: LP (12) | kompilacyjny      | –                            |
| 1965 | Bing Crosby Sings the Great Country Hits (nagrany w 1963) - Wytwórnia: Capitol Records (T 2346) - Format: LP (12) | studyjny          | –                            |
| 1965 | That Travelin’ Two-Beat (nagrany w 1964; z Rosemary Clooney) - Wytwórnia: Capitol Records (T 2300) - Format: LP (12) | studyjny          | –                            |
| 1965 | Bing Crosby - Wytwórnia: Metro Records (MS-523) - Format: LP (12) | kompilacyjny      | –                            |
| 1965 | Among My Souvenirs - Wytwórnia: Ace Of Hearts (AH 90) - Format: LP (12) | kompilacyjny      | –                            |
| 1966 | The Summit (z Deanem Martinem, Sammym Davisem Jr. oraz Frankiem Sinatrą) - Wytwórnia: Reprise Records (R-5031) - Format: LP (12) | kompilacyjny      | –                            |
| 1966 | Bing Crosby’s Treasury – The Songs I Love' (nagrany w 1965) - Wytwórnia: The Longines Symphonette (LWS-218 – LWS-223) - Format: box set, 6 płyt LP (12) | studyjny          | –                            |
| 1966 | Bing Crosby's All Time Hit Parade - Wytwórnia: The Longines Symphonette (LWS-224) - Format: LP (12) | kompilacyjny      | –                            |
| 1966 | My Greatest Songs - Wytwórnia: Decca Records (BLK 86023-P) - Format: LP (12) | kompilacyjny      | –                            |
| 1966 | Bing Sings for Children - Wytwórnia: Vocalion Records (VL 73769) - Format: LP (12) | kompilacyjny      | –                            |
| 1967 | Bing Crosby and The Columbus Boychoir Sing Family Christmas Favorites (z The Columbus Boychoir) - Wytwórnia: Decca Records (DL 34487) - Format: LP (12) | kompilacyjny      | –                            |
| 1967 | Bing Crosby In Hollywood (1930-1934) - Wytwórnia: Columbia Records (C2L 43) - Format: 2 płyty LP (12) | kompilacyjny      | –                            |
| 1967 | Rare Style - Wytwórnia: Ace Of Hearts (AH 164) - Format: LP (12) | kompilacyjny      | –                            |
| 1968 | Paul Whiteman and His Orchestra Featuring Bing Crosby - Wytwórnia: Columbia Records (CL 2830) - Format: LP (12) | kompilacyjny      | –                            |
| 1968 | Thoroughly Modern Bing - Wytwórnia: Pickwick Records (PIP-6802) - Format: LP (12) | studyjny          | –                            |
| 1968 | Bing Crosby’s Treasury – The Songs I Love - Wytwórnia: The Longines Symphonette (LWS-343 – LWS-348) - Format: box set, 6 płyt LP (12) | studyjny          | –                            |
| 1969 | Hey Jude/Hey Bing! (nagrany w 1968) - Wytwórnia: Amos Records (AAS-7001) - Format: LP (12) | studyjny          | –                            |
| (Wydania: Disneyland – 1, Daybreak – 2, Coral – 7, London – 2, United Artists – 4, Argo – 1, K-Tel Records – 1, Decca – 1, Anahuac – 1, MCA – 3, RCA Victor – 1, World Records – 1, Biograph – 1, Pelican – 1, Capitol – 1, Concord Jazz – 1, Polydor – 1) | |                   |                              |
| 1970 | Goldilocks (nagrany w 1969) (z Kathryn Grant Crosby, Mary Crosby oraz Nathanielem Crosbym) - Wytwórnia: Disneyland Records (ST-3998) - Format: LP (12) - Ścieżka dźwiękowa pochodzi z krótkometrażowego muzycznego programu animowanego Goldilocks wyemitowanego na NBC 31 marca 1970 roku. | ścieżka dźwiękowa | –                            |
| 1971 | The Best of Bing - Wytwórnia: MCA Records (GHS.536) - Format: LP (12) | kompilacyjny      | –                            |
| 1971 | A Time to Be Jolly - Wytwórnia: Daybreak Records (DR 2006) - Format: LP (12) | studyjny          | –                            |
| 1972 | Bing ’n’ Basie (z Countem Basie) - Wytwórnia: Daybreak Records (DR 2014) - Format: LP (12) | studyjny          | –                            |
| 1972 | I Love You Truly - Wytwórnia: Coral Records (CPS 79) - Format: LP (12) | kompilacyjny      | –                            |
| 1972 | Bing Crosby and The Andrews Sisters Vol. 1 (z The Andrews Sisters) - Wytwórnia: Coral Records (CPS 80) - Format: LP (12) | kompilacyjny      | –                            |
| 1972 | Rhythm on the Range - Wytwórnia: Coral Records (CPS 81) - Format: LP (12) - Utwory przedstawione na tym albumie pojawiły się na wcześniejszych albumach artysty, takich jak: Cowboy Songs (1939), Under Western Skies (1941), czy Home on the Range (1956). | kompilacyjny      | –                            |
| 1972 | I’ll Sing You a Song of the Islands - Wytwórnia: Coral Records (CPS 90) - Format: LP (12) - Utwory przedstawione na tym albumie pojawiły się na wcześniejszych albumach artysty, takich jak: Favorite Hawaiian Songs (1940) czy Blue Hawaii (1956). | kompilacyjny      | –                            |
| 1972 | Bing Crosby and The Andrews Sisters Vol. 2 (z The Andrews Sisters) - Wytwórnia: Coral Records (CPS 91) - Format: LP (12) | kompilacyjny      | –                            |
| 1972 | Wrap Your Troubles In Dreams - Wytwórnia: RCA Victor (LPV 584) - Format: LP (12) | kompilacyjny      | –                            |
| 1973 | The Very Best Of Bing - Wytwórnia: World Records (SM 291-SM 297) - Format: 7 płyt LP (12) | kompilacyjny      | –                            |
| 1973 | The Best of Bing, Vol. I - Wytwórnia: MCA Records (MCAB 5014) - Format: LP (12) | kompilacyjny      | –                            |
| 1973 | The Best of Bing, Vol. II - Wytwórnia: MCA Records (MCAB 5015) - Format: LP (12) | kompilacyjny      | –                            |
| 1973 | Rare Early Recordings 1929-1933 - Wytwórnia: Biograph Records (BLP C13) - Format: LP (12) | kompilacyjny      | –                            |
| 1973 | Soft Lights and Sweet Music - Wytwórnia: Pelican Records (LP 104) - Format: LP (12) | kompilacyjny      | –                            |
| 1973 | Bing Crosby and The Andrews Sisters Vol. 3 (z The Andrews Sisters) - Wytwórnia: Coral Records (CPS 112) - Format: LP (12) | kompilacyjny      | –                            |
| 1973 | Day Dreaming - Wytwórnia: Coral Records (CPS 113) - Format: LP (12) | kompilacyjny      | –                            |
| 1973 | Christmas with... Bing Crosby, Nat King Cole, Dean Martin (z Deanem Martinem i Natem King Colem) - Wytwórnia: Capitol Records (SL-6925) - Format: LP (12) | kompilacyjny      | –                            |
| 1975 | A Southern Memoir - Wydany: grudzień 1975 - Wytwórnia: London Records (SHU 8489) - Format: LP (12) | studyjny          | –                            |
| 1975 | That’s What Life Is All About - Wydany: 29 sierpnia 1975 - Wytwórnia: United Artists Records (UAG 29730) - Format: LP (12) | studyjny          | 28 (UK)                      |
| 1975 | A Couple of Song and Dance Men (z Fredem Astaire’em) - Wytwórnia: United Artists Records (UAS 29888) - Format: LP (12) | studyjny          | –                            |
| 1976 | Tom Sawyer' (nagrany w 1975) - Wytwórnia: Argo Records (ZSW 561-3) - Format: 3 płyty LP (12) - Skrócone opowiadania klasycznej powieści Marka Twaina Przygody Tomka Sawyera czytane przez Binga Crosby’ego. | studyjny          | –                            |
| 1976 | At My Time of Life' (nagrany w 1975) - Wydany: czerwiec 1976 - Wytwórnia: United Artists Records (UAS 29956) - Format: LP (12) | studyjny          | –                            |
| 1976 | Bing Crosby Live at the London Palladium - Wytwórnia: K-Tel Records (NE-951) - Format: 2 płyty LP (12) | koncertowy        | 9 (UK)                       |
| 1976 | Feels Good, Feels Right - Wytwórnia: Decca Records (SKL 5261) - Format: LP (12) | studyjny          | –                            |
| 1977 | A Tribute To Duke (z Tonym Bennettem, Rosemary Clooney i Woodym Hermanem) - Wytwórnia: Concord Jazz (CJ-50) - Format: LP (12) | studyjny          | –                            |
| 1977 | Beautiful Memories (nagrany w 1976) - Wytwórnia: United Artists Records (UAS 30116) - Format: LP (12) | studyjny          | –                            |
| 1977 | Bingo Viejo (nagrany w 1975) - Wydany: marzec 1977 - Wytwórnia: London Records / Anahuac (SHU 8499 / ANC-3901) - Format: LP (12) | studyjny          | –                            |
| 1977 | Seasons: The Closing Chapter - Wytwórnia: Polydor Records (PD-1-6128) - Format: LP (12) - Ostatni album studyjny Binga Crosby’ego wydany za jego życia pod hasłem The Closing Chapter (z ang. Rozdział Końcowy). | studyjny          | 25 (UK)                      |
| (Wydania: Golden Olden Recordings – 1) | |                   |                              |
| 1993 | A Little Bit of Irish (nagrany w 1966) - Wytwórnia: Golden Olden Recordings (82885-2) - Format: CD - Wydanie pośmiertne | ścieżka dźwiękowa | –                            |
| (Wydania: Collectors’ Choice Music – 1) | |                   |                              |
| 2010 | On the Sentimental Side (nagrany w 1962) - Wydany: 18 maja 2010 - Wytwórnia: Collectors’ Choice Music (CCM 2106) - Format: CD - Wydanie pośmiertne - Ostatni album studyjny Binga Crosby’ego | studyjny          | –                            |

### Minialbumy
| Rok                                                                                 | Tytuł | Najwyższe pozycje na listach |
| (Wydania: Decca – 13, RCA Victor – 2, Verve – 1, Brunswick – 2, United Artists – 1) | |                              |
| 1950                                                                                | A Crosby Christmas (z Dennisem, Phillipem, Lindsay’em oraz Garym Crosbym) - Wytwórnia: Decca Records (DU 796) - Format: 78 obr./min. lub EP | –                            |
| 1952                                                                                | A Treasury of Immortal Performances "Columbo, Crosby" (z Russem Columbo) - Wytwórnia: RCA Victor (EPAT 5) - Format: EP                      | –                            |
| 1953                                                                                | Bing Crosby, Vol. 1 - Wytwórnia: Decca Records (ED 2000) - Format: EP                                                                       | –                            |
| 1953                                                                                | Gary Crosby and Friend (z Garym Crosbym) - Wytwórnia: Decca Records (ED 2001) - Format: EP                                                  | –                            |
| 1953                                                                                | Going My Way - Wytwórnia: Decca Records (ED 2036) - Format: EP                                                                              | –                            |
| 1953                                                                                | Bing Crosby and The Andrews Sisters (z The Andrews Sisters) - Wytwórnia: Decca Records (ED 2037) - Format: EP                               | –                            |
| 1953                                                                                | Bing Crosby Sings Song Hits from The King and I - Wytwórnia: Decca Records (ED 2057) - Format: EP                                           | –                            |
| 1953                                                                                | Little Boy Lost - Wytwórnia: Decca Records (ED 2085) - Format: EP                                                                           | –                            |
| 1953                                                                                | Bing Sings the Hits Vol. 1 - Wytwórnia: Decca Records (ED 2127) - Format: EP                                                                | –                            |
| 1954                                                                                | Bing Sings The Hits Vol.2 - Wytwórnia: Decca Records (ED 2128) - Format: EP                                                                 | –                            |
| 1954                                                                                | The Country Girl - Wytwórnia: Decca Records (ED 2186) - Format: EP                                                                          | –                            |
| 1956                                                                                | Bing Sings Whilst Bregman Swings - Wytwórnia: Verve Records (EP V-5021) - Format: EP                                                        | –                            |
| 1957                                                                                | New Tricks... - Wytwórnia: Decca Records (ED 2535) - Format: EP                                                                             | –                            |
| 1957                                                                                | Christmas Time (Jeden utwór wykonany z The Andrews Sisters) - Wytwórnia: Decca Records (ED 2547) - Format: EP                               | –                            |
| 1957                                                                                | Once Over Lightly - Wytwórnia: Decca Records (ED 2550) - Format: EP                                                                         | –                            |
| 1957                                                                                | Paris Holiday (z Bobem Hopem) - Wytwórnia: United Artists Records (UAE 10001) - Format: EP                                                  | –                            |
| 1958                                                                                | To Bali and Morocco (z Bobem Hopem) - Wydany: 1 lutego 1958 - Wytwórnia: Brunswick Records (OE 9353) - Format: EP                           | –                            |
| 1958                                                                                | Fancy Meeting You Here (z Rosemary Clooney) - Wytwórnia: RCA Victor (EPA 4331) - Format: EP                                                 | –                            |
| 1959                                                                                | To My Sweetheart - Wydany: wrzesień 1959 - Wytwórnia: Brunswick Records (OE 9469) - Format: EP                                              | –                            |
| (Wydania: Decca – 1)                                                                | |                              |
| 1962                                                                                | General Electric Wishes You A Merry Christmas - Wytwórnia: Decca Records (ED 38274) - Format: EP                                            | –                            |

### Wydania bożonarodzeniowe

#### Lata kariery
W ciągu kariery muzycznej Binga Crosby’ego ukazało się kilkanaście wydań z jego muzyką bożonarodzeniową. Są to albumy studyjne i kompilacyjne (również albumy grupowe – zawierające utwory różnych wykonawców), a także minialbumy. 
- Christmas Music (1940)
  - Z Kennym Bakerem, Men About Town oraz Eddiem Dunstedterem
  - Album kompilacyjny
  - Wytwórnia: Decca Records
  - Format: 4 płyty 78 obr./min

- Merry Christmas (1945)
  - Album kompilacyjny
  - Wytwórnia: Decca Records
  - Format: 5 płyt 78 obr./min

- Christmas Greetings (1949)
  - Album studyjny
  - Wytwórnia: Decca Records
  - Format: 3 płyty 78 obr./min

- A Crosby Christmas (1950)
  - Z Dennisem, Phillipem, Lindsay’em oraz Garym Crosbym
  - Minialbum
  - Wytwórnia: Decca Records
  - Format: 78 obr./min lub EP

- Merry Christmas (1955)
  - Późniejsza wersja albumu 78 obr./min z 1945 roku
  - Album kompilacyjny
  - Wytwórnia: Decca Records
  - Format: LP (12)

- A Christmas Sing with Bing Around the World (1956)
  - Album koncertowy
  - Wytwórnia: Decca Records
  - Format: LP (12)
  - Album został zaczerpnięty z audycji radiowej CBS, nagranej 19 grudnia i nadanej 24 grudnia 1955 roku.

- A Christmas Story – An Axe, an Apple and a Buckskin Jacket (1957)
  - Album studyjny
  - Wytwórnia: Golden Records
  - Format: LP (12)

- The Bible Story of Christmas (1957)
  - Album studyjny
  - Wytwórnia: World Library Publications
  - Format: LP (12)

- Christmas Time (1957)
  - Minialbum
  - Wytwórnia: Decca Records
  - Format: EP

- That Christmas Feeling (1958)
  - Album kompilacyjny
  - Wytwórnia: Decca Records
  - Format: LP (12)

- Songs of Christmas (1960)
  - Album kompilacyjny
  - Wytwórnia: Decca Records
  - Format: LP (12)

- I Wish You a Merry Christmas (1962)
  - Album studyjny
  - Wytwórnia: Warner Bros.
  - Format: LP (12)

- General Electric Wishes You A Merry Christmas (1962)
  - Minialbum
  - Wytwórnia: Decca Records
  - Format: EP

- 12 Songs of Christmas (1964)
  - Z Frankiem Sinatrą oraz Fredem Waringiem
  - Album studyjny
  - Wytwórnia: Reprise Records
  - Format: LP (12)

- Bing Crosby and The Columbus Boychoir Sing Family Christmas Favorites (1967)
  - Album kompilacyjny
  - Wytwórnia: Decca Records
  - Format: LP (12)

- A Time to Be Jolly (1971)
  - Album studyjny
  - Wytwórnia: Daybreak Records
  - Format: LP (12)

- Christmas with... Bing Crosby, Nat King Cole, Dean Martin (1973)
  - Album kompilacyjny
  - Wytwórnia: Capitol Records
- Format: LP (12)

#### Wydania pośmiertne
- White Christmas (1977)
  - Z Rosemary Clooney
  - Wytwórnia: Collector's Gold
  - Format: LP

- Bing Crosby's Christmas Classics (1977)
  - Skrócona wersja albumu I Wish You a Merry Christmas
  - Wytwórnia: Capitol Records
  - Format: LP

- Happy Holiday with Frank & Bing (1977)
  - Z Frankiem Sinatrą
  - Wytwórnia: Collector's Gold
  - Format: LP

- Bing Crosby Happy Holiday (1978)
  - Wytwórnia: Spokane Records
  - Format: LP

- Christmas with Bing Crosby and the Harry Simeone Chorale (1979)
  - Wytwórnia: 51 West Records & Tapes
  - Format: LP

- The Greatest Christmas Shows (1978)
  - Wytwórnia: Fox American
  - Format: LP
- Christmas with Bing (1980)
  - Wytwórnia: Reader's Digest
  - Format: LP

- Christmas with Bing (1984)
  - Wytwórnia: Capitol Records
  - Format: kaseta

- Christmas Wishes (1985)
  - Z Hollywood Bowl Symphony Orchestra
  - Wytwórnia: Capitol Records
  - Format: kaseta

- Bing Crosby Sings Christmas Songs (1986)
  - Wytwórnia: MCA Records
  - Format: kaseta, CD

- White Christmas (1986)
  - Wytwórnia: Metacom, Inc.
  - Format: LP

- Home Town Christmas (1986)
  - Z Kate Smith
  - Wytwórnia: RCA Records (Special Products)
  - Format: kaseta

- White Christmas - Bing Crosby Sings Yuletide Favorites (1987)
  - Wytwórnia: Reader's Digest
  - Format: LP

- Bing Crosby & Rosemary Clooney Christmas (1988)
  - Z Rosemary Clooney
  - Wytwórnia: Golden Circle, Inc.
  - Format: kaseta

- It's Christmas Time (1989)
  - Z Natem King Colem i Frankiem Sinatrą
  - Wytwórnia: Laserlight Digital
  - Format: kaseta, CD

- Winter Wonderland (1989)
  - Wytwórnia: CEMA Special Markets
  - Format:

- Christmas (1989)
  - Wytwórnia: MCA Records (Special Products)
  - Format:

- The Christmas Songs Featuring War-time Christmas Broadcasts (1990)
  - Wytwórnia: Vintage Jazz Classics
  - Format: CD

- Christmas with Bing Crosby, Nat "King" Cole, Dean Martin (1991)
  - Z Deanem Martinem i Natem King Colem
  - Wytwórnia: One Way Records
  - Format: CD

- White Christmas (1992)
  - Wytwórnia: LaserLight Digital
  - Format: kaseta, CD

- White Christmas and Other Favorites (1992)
  - Wytwórnia: Spirit Of Christmas Nelson
  - Format: kaseta

- Merry Christmas from Bing Crosby, Nat "King" Cole & Julie Andrews (1992)
  - Z Natem King Colem i Julie Andrews
  - Wytwórnia: GSC Music
  - Format: 3 płyty CD

- Crosby Family Christmas (1993)
  - Wytwórnia: Pilz
  - Format: kaseta, CD

- White Christmas (1993)
  - Wytwórnia: Eclipse Music Group
  - Format: CD

- Christmas with Bing & Frank (1993)
  - Z Frankiem Sinatrą
  - Wytwórnia: Eclipse Music Group
  - Format: kaseta, CD

- Christmas Classics (1993)
  - Wytwórnia: MCA Records, The Beautiful Music Company
  - Format: 2 płyty LP

- Christmas Album (1994)
  - Ponowne wydanie albumu A Time to Be Jolly na płytę CD
  - Wytwórnia: Polygram Special Markets
  - Format: CD

- That Christmas Feeling (1994)
  - Z Frankiem Sinatrą
  - Wytwórnia: Regency Music
  - Format: kaseta, CD

- Christmas Through the Years (1995)
  - Wytwórnia: LaserLight Digital
  - Format: kaseta, CD

- Bing Crosby, Rosemary Clooney & Friends (1996)
  - Z Rosemary Clooney
  - Wytwórnia: MasterTone
  - Format: CD

- Christmas Sing with Frank and Bing (1996)
  - Z Frankiem Sinatrą
  - Wytwórnia: LaserLight Digital
  - Format: kaseta, CD

- The Voice of Christmas: The Complete Decca Christmas Songbook (1998)
  - Wytwórnia: MCA Records
  - Format: CD

- Winter Wonderland (1998)
  - Wytwórnia: EMI Records
  - Format: CD

- It's Christmas Time (1998)
  - Wytwórnia: LaserLight Digital
  - Format: CD

- Silver Bells Of Christmas (1998)
  - Z Rosemary Clooney
  - Wytwórnia: KRB Music Companies
  - Format: CD

- The Holiday Album (1998)
  - Z Natem King Colem
  - Wytwórnia: Fine Tune
  - Format: CD

- Best Of/20th Century – Christmas (1999)
  - Wytwórnia: MCA Records
  - Format: kaseta, CD

- The Very Best of Bing Crosby Christmas (1999)
  - Wytwórnia: MCA Records
  - Format: kaseta, CD

- Christmas with Bing Crosby - All-Time Favorites (1999)
  - Wytwórnia: Universal Music Special Markets, GSC Music
  - Format: 5 płyt CD

- I'll Be Home for Christmas (1999)
  - Wytwórnia: Sleigh Bells
  - Format: CD

- A Merry Christmas with Bing Crosby and the Andrews Sisters (2000)
  - Wytwórnia: MCA Records
  - Format: CD

- Bing Crosby & Friends Christmas Special - featuring Frank Sinatra (2001)
  - Wytwórnia: Park South Records
  - Format: CD

- Christmas with Bing Crosby (2001)
  - Wytwórnia: Lifestyles
  - Format: CD

- Christmas with Bing Crosby (2002)
  - Wytwórnia: Universal Music Special Markets, Platinum Legends
  - Format: CD

- Bing Crosby Christmas (2003)
  - Wytwórnia: NorthQuest
  - Format: 2 płyty CD

- Bing Crosby Christmas Collection (2004)
  - Wytwórnia: PolyGram Group Distribution, Inc.
  - Format: 3 płyty CD

- Have Yourself a Merry Little Christmass (2004)
  - Wytwórnia: Liquid 8 Records
  - Format: CD

- Bing Crosby Christmas Collection (2005)
  - Wytwórnia: Timeless Media Group
  - Format: CD

- Christmas with Frank Sinatra & Bing Crosby (2005)
  - Z Frankiem Sinatrą
  - Wytwórnia: St. Clair Entertainment Group, Inc.
  - Format: CD

- Bing Crosby – Christmas Classics (2006)
  - Wytwórnia: Capitol Records
  - Format: LP, CD

- White Christmas (2006)
  - Z Rosemary Clooney
  - Wytwórnia: LaserLight Digital
  - Format: CD

- Caroling with The Crooners (2006)
  - Z Natem King Colem i Frankiem Sinatrą
  - Wytwórnia: KRB Music Companies
  - Format: CD

- Seasons Greetings from Frank Sinatra & Bing Crosby (2007)
  - Z Frankiem Sinatrą
  - Wytwórnia: EMI Music Special Markets
  - Format: CD

- A Crosby Christmas (2007)
  - Wytwórnia: Varèse Sarabande
  - Format: CD

- Christmas with Bing Crosby & Friends (2007)
  - Wytwórnia: Forever Gold
  - Format: CD
- Bing Crosby Christmas (2008)
  - Wytwórnia: Allegro Corporation
  - Format: CD
- Bing Crosby White Christmas (2009)
  - Wytwórnia: Lifestyles
  - Format: CD
- The Crosby Christmas Sessions (2010)
  - Wytwórnia: Collectors' Choice Music
  - Format: CD

- Christmas (2011)
  - Wytwórnia: Sonoma Entertainment
  - Format: CD

- Christmas Favorites (2011)
  - Wytwórnia: Somerset Entertainment Ltd.
  - Format: CD
- Christmas by the Fire (2011)
  - Wytwórnia: Universal Music Special Markets
  - Format: CD, DVD

- Christmas Classics (2012)
  - Wytwórnia:
  - Format: media strumieniowe
- Christmas (10 Great Songs) (2012)
  - Wytwórnia: Capitol Records
  - Format: CD

- Bing Crosby Christmas (2012)
  - Wytwórnia: Lifestyles
  - Format: CD
- Christmas with Bing! (2013)
  - Wytwórnia: Sony Music Commercial Music Group, The Bing Crosby Archive
  - Format: CD

- White Christmas (2014)
  - Wytwórnia: Geffen Records
  - Format: LP, CD

- Christmas (2015)
  - Wytwórnia: UMG Recordings
  - Format: digital download, media strumieniowe

- The Twelve Days Of Christmas/Radio Broadcast (2016)
  - Wytwórnia: Sounds Of Yester Year
  - Format: CD

- The Bible Story of Christmas (2017)
  - Ponowne wydanie na płytę winylową i CD
  - Wytwórnia: World Library Publications
  - Format: CD

- Christmas (2017)
  - Wytwórnia: Newbourne Media, Universal Music Special Markets
  - Format: CD

- Bing At Christmas (2019)
  - Wytwórnia: Decca Records
  - Format: LP, CD
- Bing Crosby Christmas (2020)
  - Wytwórnia:
  - Format: media strumieniowe
- Christmas with Bing Crosby (2020)
  - Wytwórnia: UMG Recordings
  - Format: media strumieniowe
- Christmas Carols (2021)
  - Wytwórnia: UMG Recordings
  - Format: media strumieniowe
- Christmas for Kids (2021)
  - Wytwórnia: UMG Recordings
  - Format: media strumieniowe
- Christmas In Lofi (2022)
  - Wytwórnia: UMG Recordings
  - Format: media strumieniowe
- Christmas Songs and More (2022)
  - Zremasterowane wydanie albumów Bing At Christmas i Feels Good, Feels Right
  - Wytwórnia: UMG Recordings
  - Format: media strumieniowe

- Christmas Favorites (2022)
  - Wytwórnia: UMG Recordings
  - Format: media strumieniowe

- Christmas In Lofi (Vol. 2)
  - Wytwórnia: UMG Recordings
  - Format: media strumieniowe

- Bing Crosby's Christmas Gems (2023)
  - Wytwórnia: Primary Wave Music
  - Format: LP, CD, media strumieniowe

- Ultimate Christmas (2024)
  - Wytwórnia: Capitol Records, UMG Recordings
  - Format: LP, CD, media strumieniowe
- Ultimate Christmas (Deluxe Edition) (2024)
  - Wytwórnia: UMG Recordings
  - Format: CD, media strumieniowe

### Utwory bożonarodzeniowe umieszczone na listachBillboard Holiday 100
| Tytuł                                                                      | Najwyższe pozycje na listach przebojów w sezonie bożonarodzeniowym | Najwyższe pozycje na listach przebojów w sezonie bożonarodzeniowym | Najwyższe pozycje na listach przebojów w sezonie bożonarodzeniowym | Najwyższe pozycje na listach przebojów w sezonie bożonarodzeniowym | Najwyższe pozycje na listach przebojów w sezonie bożonarodzeniowym | Najwyższe pozycje na listach przebojów w sezonie bożonarodzeniowym | Najwyższe pozycje na listach przebojów w sezonie bożonarodzeniowym | Najwyższe pozycje na listach przebojów w sezonie bożonarodzeniowym | Najwyższe pozycje na listach przebojów w sezonie bożonarodzeniowym | Najwyższe pozycje na listach przebojów w sezonie bożonarodzeniowym | Najwyższe pozycje na listach przebojów w sezonie bożonarodzeniowym | Najwyższe pozycje na listach przebojów w sezonie bożonarodzeniowym | Najwyższe pozycje na listach przebojów w sezonie bożonarodzeniowym | Najwyższe pozycje na listach przebojów w sezonie bożonarodzeniowym | Album                        |
| Tytuł                                                                      | 2011                                                               | 2012                                                               | 2013                                                               | 2014                                                               | 2015                                                               | 2016                                                               | 2017                                                               | 2018                                                               | 2019                                                               | 2020                                                               | 2021                                                               | 2022                                                               | 2023                                                               | 2024                                                               | Album                        |
| -------------------------------------------------------------------------- | ------------------------------------------------------------------ | ------------------------------------------------------------------ | ------------------------------------------------------------------ | ------------------------------------------------------------------ | ------------------------------------------------------------------ | ------------------------------------------------------------------ | ------------------------------------------------------------------ | ------------------------------------------------------------------ | ------------------------------------------------------------------ | ------------------------------------------------------------------ | ------------------------------------------------------------------ | ------------------------------------------------------------------ | ------------------------------------------------------------------ | ------------------------------------------------------------------ | ---------------------------- |
| „Adeste Fideles”                                                           | —                                                                  | —                                                                  | —                                                                  | —                                                                  | 21                                                                 | —                                                                  | —                                                                  | —                                                                  | —                                                                  | —                                                                  | —                                                                  | —                                                                  | —                                                                  | —                                                                  | Merry Chistmas               |
| „Do You Hear What I Hear?”                                                 | —                                                                  | —                                                                  | 79                                                                 | 70                                                                 | 38                                                                 | 90                                                                 | 67                                                                 | 70                                                                 | 74                                                                 | 82                                                                 | 70                                                                 | 95                                                                 | 87                                                                 | 76                                                                 | utwór spoza albumu           |
| „Frosty the Snowman”                                                       | —                                                                  | —                                                                  | —                                                                  | —                                                                  | —                                                                  | —                                                                  | —                                                                  | —                                                                  | —                                                                  | —                                                                  | —                                                                  | 94                                                                 | 89                                                                 | —                                                                  | I Wish You a Merry Christmas |
| „I Wish You a Merry Christmas”                                             | —                                                                  | —                                                                  | —                                                                  | —                                                                  | 49                                                                 | 86                                                                 | —                                                                  | —                                                                  | —                                                                  | —                                                                  | —                                                                  | 93                                                                 | 92                                                                 | —                                                                  | I Wish You a Merry Christmas |
| „I’ll Be Home for Christmas”                                               | —                                                                  | —                                                                  | —                                                                  | —                                                                  | —                                                                  | —                                                                  | 97                                                                 | 28                                                                 | 37                                                                 | 33                                                                 | 75                                                                 | 82                                                                 | 67                                                                 | 45                                                                 | Merry Chistmas               |
| „It’s Beginning to Look a Lot Like Christmas” (z Jud Conlon's Rhythmaires) | 18                                                                 | 18                                                                 | 30                                                                 | 25                                                                 | 24                                                                 | 22                                                                 | 26                                                                 | 27                                                                 | 31                                                                 | 43                                                                 | 57                                                                 | 47                                                                 | 65                                                                 | 75                                                                 | Merry Chistmas               |
| „Let It Snow! Let It Snow! Let It Snow!”                                   | —                                                                  | —                                                                  | —                                                                  | —                                                                  | —                                                                  | —                                                                  | —                                                                  | —                                                                  | 87                                                                 | —                                                                  | —                                                                  | —                                                                  | —                                                                  | —                                                                  | I Wish You a Merry Christmas |
| „The Little Drummer Boy”                                                   | —                                                                  | —                                                                  | —                                                                  | —                                                                  | —                                                                  | —                                                                  | —                                                                  | 46                                                                 | 46                                                                 | 62                                                                 | 81                                                                 | 79                                                                 | 90                                                                 | 89                                                                 | I Wish You a Merry Christmas |
| „Mele Kalikimaka” (z The Andrews Sisters)                                  | —                                                                  | —                                                                  | —                                                                  | 61                                                                 | 87                                                                 | 74                                                                 | 87                                                                 | 73                                                                 | 36                                                                 | 25                                                                 | 56                                                                 | 42                                                                 | 44                                                                 | 39                                                                 | Merry Chistmas               |
| „Peace on Earth/The Little Drummer Boy” (z Davidem Bowie)                  | —                                                                  | —                                                                  | 87                                                                 | —                                                                  | —                                                                  | —                                                                  | —                                                                  | —                                                                  | —                                                                  | —                                                                  | —                                                                  | —                                                                  | —                                                                  | —                                                                  | utwór spoza albumu           |
| „Santa Claus Is Coming to Town” (z The Andrews Sisters)                    | —                                                                  | —                                                                  | —                                                                  | —                                                                  | —                                                                  | —                                                                  | —                                                                  | 90                                                                 | 61                                                                 | —                                                                  | —                                                                  | —                                                                  | —                                                                  | —                                                                  | Merry Chistmas               |
| „Silent Night”                                                             | —                                                                  | —                                                                  | —                                                                  | —                                                                  | —                                                                  | —                                                                  | —                                                                  | —                                                                  | 88                                                                 | —                                                                  | 73                                                                 | 76                                                                 | 64                                                                 | —                                                                  | Merry Chistmas               |
| „Silver Bells” (z Carol Richards)                                          | —                                                                  | —                                                                  | 95                                                                 | —                                                                  | —                                                                  | —                                                                  | 63                                                                 | —                                                                  | —                                                                  | —                                                                  | —                                                                  | —                                                                  | —                                                                  | —                                                                  | Merry Chistmas               |
| „White Christmas”                                                          | 11                                                                 | 7                                                                  | 7                                                                  | 8                                                                  | 5                                                                  | 12                                                                 | 10                                                                 | 11                                                                 | 16                                                                 | 13                                                                 | 13                                                                 | 13                                                                 | 13                                                                 | 17                                                                 | Merry Chistmas               |
| „Winter Wonderland”                                                        | —                                                                  | —                                                                  | —                                                                  | —                                                                  | —                                                                  | —                                                                  | —                                                                  | 98                                                                 | 94                                                                 | 86                                                                 | —                                                                  | 66                                                                 | 74                                                                 | 73                                                                 | I Wish You a Merry Christmas |

## Inne zestawy utworów wydane pośmiertnie
| Rok        | Tytuł | Najwyższe pozycje na listach |
| Lata 70.   | |                              |
| 1977       | The Greatest Hits of Bing Crosby - Wytwórnia: Jay Norris - Format: 2 płyty LP | –                            |
| 1977       | Where the Blue of the Night Meets the Gold of the Sky - Wytwórnia: Biograph - Format: | –                            |
| 1977       | Kraft Music Hall January 29, 1942 - Wytwórnia: Spokane Records - Format: LP | –                            |
| 1977       | Harry Lillis Crosby - Wytwórnia: Columbia Records (Special Products) - Format: LP | –                            |
| 1977       | Bing Crosby's Good Time Favorites - Wytwórnia: Capitol Records - Format: 2 płyty LP | –                            |
| 1977       | Remembered - Wytwórnia: Columbia Records (Special Products) - Format: 2 płyty LP | –                            |
| 1977       | Bing in the Thirties - Wytwórnia: Spokane Records - Format: LP | –                            |
| 1977       | Bing Crosby Golden Memories - Wytwórnia: Columbia Records (Special Products) - Format: box set, 6 płyt LP                                                                                     | –                            |
| 1977       | Distinctively Bing, Volume 1 - Wytwórnia: Sunbeam - Format: LP | –                            |
| 1977       | Distinctively Bing, Volume 2 - Wytwórnia: Sunbeam - Format: LP | –                            |
| 1977       | A Legendary Performer - Wytwórnia: RCA Records - Format: LP | –                            |
| 1977       | Bing 1975-1976 / 1931 - Wytwórnia: Decca Records - 2 płyty LP | –                            |
| 1977       | White Christmas (z Rosemary Clooney) - Wytwórnia: Collector's Gold - Format: LP | –                            |
| 1977       | Bing Crosby's Greatest Hits (Includes White Christmas) - Wytwórnia: MCA Records - Format: LP                                                                                                  | 98                           |
| 1977       | Bing Crosby's Christmas Classics (skrócona wersja albumu I Wish You a Merry Christmas) - Wytwórnia: Capitol Records - Format: LP                                                              | –                            |
| 1977       | Happy Holiday with Frank & Bing (z Frankiem Sinatrą) - Wytwórnia: Collector's Gold - Format: LP                                                                                               | –                            |
| 1978       | Bing Sings (96 of His Greatest Hits) - Wytwórnia: Reader's Digest - Format: box set, 8 płyt LP                                                                                                | –                            |
| 1978       | Bing Crosby Happy Holiday - Wytwórnia: Spokane Records - Format: LP | –                            |
| 1978       | The Greatest Christmas Shows - Wytwórnia: Fox American - Format: LP | –                            |
| 1978       | A Bing Crosby Collection, Volume I - Wytwórnia: Columbia Records - Format: LP | –                            |
| 1978       | A Bing Crosby Collection, Volume II - Wytwórnia: Columbia Records - Format: LP | –                            |
| 1979       | A Bing Crosby Collection, Volume III - Wytwórnia: Columbia Records - Format: LP | –                            |
| 1979       | Swing with Bing - Wytwórnia: Koala - Format: LP | –                            |
| 1979       | Christmas with Bing Crosby and the Harry Simeone Chorale - Wytwórnia: 51 West Records & Tapes - Format: LP                                                                                    | –                            |
| 1979       | You Keep Coming Back Like a Song - Wytwórnia: Koala - Format: LP | –                            |
| Lata 80.   | |                              |
| 1980       | Bing - The Final Chapter - Wytwórnia: BBC Records - Format: LP | –                            |
| 1980       | Christmas with Bing - Wytwórnia: Reader's Digest - Format: LP | –                            |
| 1980       | Bing Sings Again - Wytwórnia: Reader's Digest - Format: box set, 8 płyt LP | –                            |
| 1980       | Music Hall Highlights - Wytwórnia: Spokane Records - Format: LP | –                            |
| 1982       | Rare 1930-31 Brunswick Recordings - Wytwórnia: MCA Records - Format: LP | –                            |
| 1983       | Havin’ Fun! (z Louisem Armstrongiem) - Wytwórnia: Sounds Rare - Format: LP | –                            |
| 1983       | More Fun! (z Louisem Armstrongiem) - Wytwórnia: Sounds Rare - Format: LP | –                            |
| 1983       | Bing & Bob (z Bobem Hopem) - Wytwórnia: Spokane Records - Format: LP | –                            |
| 1983       | Bing Crosby with Glenn Miller and American Band of the Allied Expediatory Forces Orchestra - Wytwórnia: Broadway Intermission - Format: LP                                                    | –                            |
| 1983       | Crosbyana - Volume II "The Fabulous Rice Tapes - 1937" - Wytwórnia: Broadway Intermission - Format: LP                                                                                        | –                            |
| 1983       | Bing's Rare First Broadcast - Wytwórnia: Frogbien Records - Format: LP | –                            |
| 1984       | Crosby & Como (z Perry Como) - Wytwórnia: Broadway Intermission - Format: LP | –                            |
| 1984       | Crosbyana - Volume III: The War Years - Wytwórnia: Broadway Intermission - Format: LP | –                            |
| 1984       | Christmas with Bing - Wytwórnia: Capitol Records - Format: kaseta | –                            |
| 1984       | Bing in the Thirties - Volume 5 - Wytwórnia: Spokane Records - Format: LP | –                            |
| 1985       | The Radio Years, Volume 1 - Wytwórnia: GNP Crescendo - Format: LP | –                            |
| 1985       | The Radio Years, Volume 2 - Wytwórnia: GNP Crescendo - Format: LP | –                            |
| 1985       | Der Bingle - Volume 4 - Wytwórnia: Spokane Records - Format: LP | –                            |
| 1985       | Christmas Wishes (z Hollywood Bowl Symphony Orchestra) - Wytwórnia: Capitol Records - Format: kaseta                                                                                          | –                            |
| 1985       | Bing in the Thirties - Volume 6 - Wytwórnia: Spokane Records - Format: LP | –                            |
| 1985       | Favorites By Bing Crosby - Wytwórnia: Capitol Records - Format: kaseta | –                            |
| 1985       | Just for Fun - Wytwórnia: Broadway Intermission - Format: LP | –                            |
| 1985       | Bing Crosby - Legendary Singers - Wytwórnia: Legendary Singers - Format: kaseta, 2 płyty LP                                                                                                   | –                            |
| 1986       | Bing Crosby Sings Christmas Songs - Wytwórnia: MCA Records - Format: CD | –                            |
| 1986       | Dancing and Reminiscing with Bing Crosby - Wytwórnia: Reader's Digest - Format: LP | –                            |
| 1986       | Crosbyana - Volume 5 From Bing's Collection - Wytwórnia: Broadway Intermission - Format: LP                                                                                                   | –                            |
| 1986       | The Radio Years, Volume 3 - Wytwórnia: GNP Crescendo - Format: kaseta, LP | –                            |
| 1986       | Bing Crosby Sings Again - Wytwórnia: MCA Records - Format: CD | –                            |
| 1986       | White Christmas - Wytwórnia: Metacom, Inc. - Format: LP | –                            |
| 1986       | Home Town Christmas (z Kate Smith) - Wytwórnia: RCA Records (Special Products) - Format: kaseta                                                                                               | –                            |
| 1987       | Tenth Anniversary Collection - Wytwórnia: Broadway Intermission - Format: 3 płyty LP, 3 płyty CD                                                                                              | –                            |
| 1987       | Island Magic! / Hawaiian Gold - Wytwórnia: MCA Records, The Good Music Record Co. - Format: 2 płyty LP, CD                                                                                    | –                            |
| 1987       | Lady Of Spain - Wytwórnia: Golden Circle, Inc. - Format: kaseta, LP | –                            |
| 1987       | Bing Sings Crosby - Wytwórnia: Broadway Intermission - Format: LP | –                            |
| 1987       | White Christmas - Bing Crosby Sings Yuletide Favorites - Wytwórnia: Reader's Digest - Format: LP                                                                                              | –                            |
| 1988       | Together Again (z Redem Nicholsem) - Wytwórnia: Broadway Intermission - Format: LP | –                            |
| 1988       | Bing & Dinah (z Dinah Shore) - Wytwórnia: Spokane Records - Format: LP | –                            |
| 1988       | The Crooner: The Columbia Years 1928-1934 - Wytwórnia: CBS Records - Format: 3 kasety, 3 płyty LP, 3 płyty CD                                                                                 | –                            |
| 1988       | His Most Loved Recordings - Wytwórnia: MCA Records - Format: 2 płyty LP | –                            |
| 1988       | Bing Crosby & Rosemary Clooney Christmas (z Rosemary Clooney) - Wytwórnia: Golden Circle, Inc. - Format: kaseta                                                                               | –                            |
| 1988       | Pennies from Heaven - Wytwórnia: Fanfare, Pro-Arte Digital - Format: CD | –                            |
| 1988       | Bing in the Thirties - Volume 7 - Wytwórnia: Spokane Records - Format: LP | –                            |
| 1989       | MacNamara's Band - Wytwórnia: MCA Records (Special Products) - Format: kaseta | –                            |
| 1989       | It's Christmas Time (z Natem King Colem i Frankiem Sinatrą) - Wytwórnia: Laserlight Digital - Format: kaseta, CD                                                                              | –                            |
| 1989       | Love Songs - The Crosby Way - Wytwórnia: Capitol Records (Special Markets) - Format: kaseta                                                                                                   | –                            |
| 1989       | Winter Wonderland - Wytwórnia: CEMA Special Markets - Format: | –                            |
| 1989       | Pocketful Of Dreams - Wytwórnia: Pro Arte - Format: CD | –                            |
| 1989       | Christmas - Wytwórnia: MCA Records (Special Products) - Format: | –                            |
| Lata 90.   | |                              |
| 1990       | The All-Time Best Of Bing Crosby - Wytwórnia: Curb Records - Format: kaseta, CD | –                            |
| 1990       | The Christmas Songs Featuring War-time Christmas Broadcasts - Wytwórnia: Vintage Jazz Classics - Format: CD                                                                                   | –                            |
| 1991       | Bing Crosby and Some Jazz Friends - Wytwórnia: Decca Jazz - Format: CD | –                            |
| 1991       | Bing Crosby: 1926-1932 - Wytwórnia: Timeless Records - Format: CD | –                            |
| 1991       | A Visit To The Movies - Wytwórnia: Laserlight Digital - Format: kaseta, CD | –                            |
| 1991       | Christmas with Bing Crosby, Nat "King" Cole, Dean Martin (z Deanem Martinem i Natem King Colem) - Wytwórnia: One Way Records - Format: CD                                                     | –                            |
| 1992       | White Christmas - Wytwórnia: LaserLight Digital - Format: kaseta, CD | –                            |
| 1992       | 16 Most Requested Songs - Wytwórnia: Columbia Records - Format: kaseta, CD | –                            |
| 1992       | White Christmas and Other Favorites - Wytwórnia: Spirit Of Christmas Nelson - Format: kaseta                                                                                                  | –                            |
| 1992       | Merry Christmas from Bing Crosby, Nat "King" Cole & Julie Andrews (z Natem King Colem i Julie Andrews) - Wytwórnia: GSC Music - Format: 3 płyty CD                                            | –                            |
| 1992       | Mail Call (Armed Forces Radio Broadcasts) (z Judy Garland) - Wytwórnia: LaserLight Digital - Format: kaseta, CD                                                                               | –                            |
| 1993       | Bing: His Legendary Years 1931-1957 (cztery zestawy płytowe) - Wytwórnia: MCA Records - Format: box set, kaseta, CD                                                                           | –                            |
| 1993       | Crosby Family Christmas - Wytwórnia: Pilz - Format: kaseta, CD | –                            |
| 1993       | White Christmas - Wytwórnia: Eclipse Music Group - Format: CD | –                            |
| 1993       | Christmas with Bing & Frank (z Frankiem Sinatrą) - Wytwórnia: Eclipse Music Group - Format: kaseta, CD                                                                                        | –                            |
| 1993       | The Radio Years (wersja jednopłytowa skompilowana z poprzednich trzech tomów) - Wytwórnia: GNP Crescendo - Format: CD                                                                         | –                            |
| 1993       | Christmas Classics - Wytwórnia: MCA Records, The Beautiful Music Company - Format: 2 płyty LP                                                                                                 | –                            |
| 1994       | Christmas Album (ponowne wydanie albumu A Time to Be Jolly na płytę CD) - Wytwórnia: Polygram Special Markets - Format: CD                                                                    | –                            |
| 1994       | That Christmas Feeling (z Frankiem Sinatrą) - Wytwórnia: Regency Music - Format: kaseta, CD                                                                                                   | –                            |
| 1994       | WWII Radio (March 9 and June 29, 1944) - Wytwórnia: LaserLight Digital - Format: CD | –                            |
| 1994       | WWII Radio (July 6 and November 30, 1944) - Wytwórnia: LaserLight Digital - Format: CD | –                            |
| 1994       | WWII Radio (January 8 and 25, 1945) - Wytwórnia: LaserLight Digital - Format: CD | –                            |
| 1994       | WWII Radio (October 7 and December 16, 1943) - Wytwórnia: LaserLight Digital - Format: CD | –                            |
| 1995       | Christmas Through the Years - Wytwórnia: LaserLight Digital - Format: kaseta, CD | –                            |
| 1996       | Their Complete Recordings Together (z The Andrews Sisters) - Wytwórnia: MCA Records, Decca Records - Format: 2 płyty CD                                                                       | –                            |
| 1996       | Top O’ The Morning / His Irish Collection - Wytwórnia: MCA Records, Decca Records - Format: kaseta, CD                                                                                        | –                            |
| 1996       | My Favorite Love Songs - Wytwórnia: MCA Special Products - Format: CD | –                            |
| 1996       | My Favorite Country Songs - Wytwórnia: MCA Special Products - Format: kaseta, CD | –                            |
| 1996       | Bing Crosby, Rosemary Clooney & Friends (z Rosemary Clooney) - Wytwórnia: MasterTone - Format: CD                                                                                             | –                            |
| 1996       | Live Duets 1947-1949 - Wytwórnia: Viper's Nest - Format: CD | –                            |
| 1996       | Christmas Sing with Frank and Bing (z Frankiem Sinatrą) - Wytwórnia: LaserLight Digital - Format: kaseta, CD                                                                                  | –                            |
| 1997       | Bing’s Gold Records – The Original Decca Recordings - Wytwórnia: MCA Records - Format: CD | –                            |
| 1997       | The Complete United Artist Sessions - Wytwórnia: EMI Records - Format: 3 płyty CD | –                            |
| 1997       | My Favorite Irish Songs - Wytwórnia: MCA Records - Format: CD | –                            |
| 1997       | My Favorite Hymns (ponowne wydanie albumu Beloved Hymns na płytę CD) - Wytwórnia: MCA Records (Special Products) - Format: CD                                                                 | –                            |
| 1997       | My Favorite Hawaiian Songs - Wytwórnia: MCA Records (Special Products) - Format: CD | –                            |
| 1997       | When Irish Eyes are Smiling / Shillelaghs and Shamrocks (ponowne wydanie na kasetę albumów When Irish Eyes Are Smiling i Shillelaghs and Shamrocks) - Wytwórnia: MCA Records - Format: kaseta | –                            |
| 1997       | His Greatest Hits and Finest Performances - Wytwórnia: Universal Music Special Markets, Reader's Digest Music - Format: 4 kasety, 4 płyty CD                                                  | –                            |
| 1998       | The Voice of Christmas: The Complete Decca Christmas Songbook - Wytwórnia: MCA Records - Format: CD                                                                                           | –                            |
| 1998       | Winter Wonderland - Wytwórnia: EMI Records - Format: CD | –                            |
| 1998       | It's Christmas Time - Wytwórnia: LaserLight Digital - Format: CD | –                            |
| 1998       | Silver Bells Of Christmas (z Rosemary Clooney) - Wytwórnia: KRB Music Companies - Format: CD                                                                                                  | –                            |
| 1998       | The Holiday Album (z Natem King Colem) - Wytwórnia: Fine Tune - Format: CD | –                            |
| 1998       | More Memories - Wytwórnia: MCA Records - Format: CD | –                            |
| 1999       | 20th Century Masters – The Millennium Collection: The Best of Bing Crosby - Wytwórnia: MCA Records - Format: kaseta, CD                                                                       | –                            |
| 1999       | Best Of/20th Century – Christmas - Wytwórnia: MCA Records - Format: kaseta, CD | –                            |
| 1999       | The Essential Collection (z The Andrews Sisters) - Wytwórnia: Half Moon - Format: CD | –                            |
| 1999       | Legends of The 20th Century - Wytwórnia: EMI Records - Format: CD | –                            |
| 1999       | The Very Best of Bing Crosby Christmas - Wytwórnia: MCA Records - Format: kaseta, CD | 14 (ponowne wydanie)         |
| 1999       | Christmas with Bing Crosby - All-Time Favorites - Wytwórnia: Universal Music Special Markets, GSC Music - Format: 5 płyt CD                                                                   | –                            |
| 1999       | I'll Be Home for Christmas - Wytwórnia: Sleigh Bells - Format: CD | –                            |
| Lata 2000. | |                              |
| 2000       | A Merry Christmas with Bing Crosby and the Andrews Sisters (z The Andrews Sisters) - Wytwórnia: MCA Records, Decca Records - Format: CD                                                       | –                            |
| 2000       | The Best of the War Years - Wytwórnia: Stardust Records - Format: CD | –                            |
| 2000       | Academy Award Winners & Nominees 1934-1960 - Wytwórnia: MCA Records, Decca Records - Format: CD                                                                                               | –                            |
| 2001       | Fancy Meeting You Here (ponowne wydanie na płytę CD; z Rosemary Clooney) - Wytwórnia: Bluebird - Format: CD                                                                                   | –                            |
| 2001       | Bing Crosby & Friends Christmas Special - featuring Frank Sinatra - Wytwórnia: Park South Records - Format: CD                                                                                | –                            |
| 2001       | Song Hits From The Movies 1930 to 1953 - Wytwórnia: Nimbus Records - Format: CD | –                            |
| 2001       | Christmas with Bing Crosby - Wytwórnia: Lifestyles - Format: CD | –                            |
| 2001       | Two Classic Albums from Bing Crosby (ponowne wydanie albumów That Travelin’ Two-Beat i Bing Crosby Sings the Great Country Hits) - Wytwórnia: Collectors' Choice Music - Format: CD           | –                            |
| 2001       | Lost Columbia Sides 1928-1933 - Wytwórnia: Collectors' Choice Music - Format: 2 płyty CD | –                            |
| 2001       | Bing Crosby In Hollywood (1930-1934) Volume One - Wytwórnia: Collectables - Format: CD | –                            |
| 2001       | Bing Crosby In Hollywood (1930-1934) Volume Two - Wytwórnia: Collectables - Format: CD | –                            |
| 2001       | Cocktail Hour - Duets - Wytwórnia: Allegro Corporation, Columbia River Entertainment Group - Format: 2 płyty CD                                                                               | –                            |
| 2002       | Bing Crosby – At His Best - Wytwórnia: EMI Records - Format: CD | –                            |
| 2002       | The Radio Years (dwupłytowy zestaw skompilowany z wcześniejszych trzech tomów) - Wytwórnia: GNP Crescendo - Format: 2 płyty CD                                                                | –                            |
| 2002       | The Bing Crosby Radio Variety Show - Wytwórnia: Mr Punch Audio - Format: CD | –                            |
| 2002       | Christmas with Bing Crosby - Wytwórnia: Universal Music Special Markets, Platinum Legends - Format: CD                                                                                        | –                            |
| 2003       | Crosby, Bing: Rhythm King (1926–1930) - Wytwórnia: Naxos Nostalgia - Format: CD | –                            |
| 2003       | A Centennial Anthology of His Decca Recordings - Wytwórnia: MCA Records - Format: 2 płyty CD, digital download                                                                                | –                            |
| 2003       | Songs of WWII - Wytwórnia: Delta - Format: 2 płyty CD | –                            |
| 2003       | Bing Crosby Christmas - Wytwórnia: NorthQuest - Format: 2 płyty CD | –                            |
| 2003       | The Essential Bing Crosby: The Columbia Years - Wytwórnia: Columbia Records, Legacy Recordings - Format: CD                                                                                   | –                            |
| 2003       | Forever Bing - Wytwórnia: UCJ - Format: 2 płyty CD | –                            |
| 2004       | Swingin’ With Bing: Bing Crosby’s Lost Radio Performances - Wytwórnia: Shout! Factory - Format: 3 płyty CD                                                                                    | –                            |
| 2004       | Bing with a Beat (ponowne wydanie na płytę CD) - Wytwórnia: Bluebird - Format: CD | –                            |
| 2004       | Bing Crosby Christmas Collection - Wytwórnia: PolyGram Group Distribution, Inc. - Format: 3 płyty CD                                                                                          | –                            |
| 2004       | Have Yourself a Merry Little Christmass - Wytwórnia: Liquid 8 Records - Format: CD | –                            |
| 2004       | Two Of A Kind (z Bobem Hopem) - Wytwórnia: Universal Special Products - Format: CD | –                            |
| 2005       | Bing Crosby Christmas Collection - Wytwórnia: Timeless Media Group - Format: CD | –                            |
| 2005       | The Original Crooner - Wytwórnia: American Legends - Format: CD | –                            |
| 2005       | America's Favorite Entertainer - Wytwórnia: American Legends - Format: CD | –                            |
| 2005       | Christmas with Frank Sinatra & Bing Crosby (z Frankiem Sinatrą) - Wytwórnia: St. Clair Entertainment Group, Inc. - Format: CD                                                                 | –                            |
| 2006       | The Definitive Collection: Bing Crosby - Wytwórnia: Geffen Records, Decca Records - Format: CD                                                                                                | –                            |
| 2006       | Together (z Fredem Astaire’em) - Wytwórnia: EMI Records - Format: CD | –                            |
| 2006       | Bing Crosby – Christmas Classics - Wytwórnia: Capitol Records - Format: LP, CD | 12 (ponowne wydanie)         |
| 2006       | The Essentials - Wytwórnia: Fantastic Price Records - Format: CD | –                            |
| 2006       | White Christmas (z Rosemary Clooney) - Wytwórnia: LaserLight Digital - Format: CD | –                            |
| 2006       | Caroling with The Crooners (z Natem King Colem i Frankiem Sinatrą) - Wytwórnia: KRB Music Companies - Format: CD                                                                              | –                            |
| 2006       | Best Of Bing Crosby - Wytwórnia: Direct Source Special Products Inc. - Format: CD | –                            |
| 2006       | The Centennial Anthology - Wytwórnia: Master Classics - Format: CD, DVD | –                            |
| 2007       | Seasons Greetings from Frank Sinatra & Bing Crosby (z Frankiem Sinatrą) - Wytwórnia: EMI Music Special Markets - Format: CD                                                                   | –                            |
| 2007       | Hits of Bing Crosby - Wytwórnia: NorthQuest - Format: 2 płyty CD | –                            |
| 2007       | A Crosby Christmas - Wytwórnia: Varèse Sarabande - Format: CD | –                            |
| 2007       | Christmas with Bing Crosby & Friends - Wytwórnia: Forever Gold - Format: CD | –                            |
| 2008       | Bing Crosby: Gold - Wytwórnia: Geffen Records - Format: 2 płyty CD | –                            |
| 2008       | Crosby Classics (Songs from His Famous Radio Broadcasts) - Wytwórnia: Varѐse Sarabande - Format: media strumieniowe                                                                           | –                            |
| 2008       | Bing Crosby Christmas - Wytwórnia: Allegro Corporation - Format: CD | –                            |
| 2008       | Through The Years: Volume One (1950-1951) - Wytwórnia: Sepia Records - Format: CD | –                            |
| 2008       | Through The Years: Volume Two (1951) - Wytwórnia: Sepia Records - Format: CD | –                            |
| 2009       | Bing Crosby Sings the Great Country Hits (ponowne wydanie na płytę CD) - Wytwórnia: Capitol Records - Format: CD, media strumieniowe                                                          | –                            |
| 2009       | The Essentials - Wytwórnia: Stardust Records - Format: CD | –                            |
| 2009       | Bing Crosby White Christmas - Wytwórnia: Lifestyles - Format: CD | –                            |
| 2009       | The Bing Crosby CBS Radio Recordings 1954-56 - Wytwórnia: Mosaic Records - Format: box set, 7 płyt CD                                                                                         | –                            |
| 2009       | Through The Years: Volume Three (1951-1952) - Wytwórnia: Sepia Records - Format: CD | –                            |
| 2009       | Through The Years: Volume Four (1952-1953) - Wytwórnia: Sepia Records - Format: CD | –                            |
| 2010       | So Rare: Treasures from the Crosby Archive - Wytwórnia: Collectors' Choice Music - Format: 2 płyty CD                                                                                         | –                            |
| 2010       | With All My Heart - Wytwórnia: HLC Properties Ltd. - Format: digital download, media strumieniowe                                                                                             | –                            |
| 2010       | Shall We Dance? - Wytwórnia: HLC Properties Ltd. - Format: digital download, media strumieniowe                                                                                               | –                            |
| 2010       | Bing Sings The Sinatra Songbook - Wytwórnia: Collectors' Choice Music - Format: CD | –                            |
| 2010       | Bing Sings The Great American Songbook - Wytwórnia: Collectors' Choice Music - Format: CD | –                            |
| 2010       | Bing On Broadway - Wytwórnia: Collectors' Choice Music - Format: CD | –                            |
| 2010       | Bing In Dixieland - Wytwórnia: Bing Crosby Enterprises - Format: CD | –                            |
| 2010       | Bing & Rosie: The Crosby – Clooney Radio Sessions (z Rosemary Clooney) - Wytwórnia: Collectors' Choice Music - Format: 2 płyty CD                                                             | –                            |
| 2010       | The War Years, Vol. 1 - Wytwórnia: Grammercy Records - Format: CD | –                            |
| 2010       | The War Years, Vol. 2 - Wytwórnia: Grammercy Records - Format: CD | –                            |
| 2010       | The Legendary Bing Crosby, Vol. 1 - Wytwórnia: Grammercy Records - Format: CD | –                            |
| 2010       | The Legendary Bing Crosby, Vol. 2 - Wytwórnia: Grammercy Records - Format: CD | –                            |
| 2010       | Return to Paradise Islands (Deluxe Edition) (ponowne wydanie na płytę CD) - Wytwórnia: Collectors' Choice Music - Format: CD                                                                  | –                            |
| 2010       | El Señor Bing (Deluxe Edition) (ponowne wydanie na płytę CD) - Wytwórnia: Collectors' Choice Music - Format: CD                                                                               | –                            |
| 2010       | A Southern Memoir (Deluxe Edition) (ponowne wydanie na płytę CD) - Wytwórnia: Collectors' Choice Music - Format: CD                                                                           | –                            |
| 2010       | Seasons: The Closing Chapter (Deluxe Edition) (ponowne wydanie na płytę CD) - Wytwórnia: Collectors' Choice Music - Format: CD                                                                | –                            |
| 2010       | The Crosby Christmas Sessions - Wytwórnia: Collectors' Choice Music - Format: CD | –                            |
| 2010       | Through The Years: Volume Five (1953) - Wytwórnia: Sepia Records - Format: CD | –                            |
| 2010       | Through The Years: Volume Six (1953-1954) - Wytwórnia: Sepia Records - Format: CD | –                            |
| 2011       | Christmas - Wytwórnia: Sonoma Entertainment - Format: CD | –                            |
| 2011       | Blue Skies: Music from the Paramount Film (z Fredem Astaire’em) - Wytwórnia: The Lost Noises Office - Format: media strumieniowe                                                              | –                            |
| 2011       | One Hundred Hits Of Bing Crosby - Wytwórnia: TV Music - Format: media strumieniowe | –                            |
| 2011       | Christmas Favorites - Wytwórnia: Somerset Entertainment Ltd. - Format: CD | –                            |
| 2011       | Christmas by the Fire - Wytwórnia: Universal Music Special Markets - Format: CD, DVD | –                            |
| 2011       | Icon - Wytwórnia: Geffen Records - Format: CD | –                            |
| 2011       | Through The Years: Volume Seven (1954) - Wytwórnia: Sepia Records - Format: CD | –                            |
| 2011       | Through The Years: Volume Eight (1954-1955) - Wytwórnia: Sepia Records - Format: CD | –                            |
| 2012       | Christmas Classics - Wytwórnia: - Format: media strumieniowe | –                            |
| 2012       | Christmas (10 Great Songs) - Wytwórnia: Capitol Records - Format: CD | –                            |
| 2012       | Bing Crosby Christmas - Wytwórnia: Lifestyles - Format: CD | –                            |
| 2012       | Through The Years: Volume Nine (1955-1956) - Wytwórnia: Sepia Records - Format: CD | –                            |
| 2012       | Through The Years: Volume Ten - Wytwórnia: Sepia Records - Format: CD | –                            |
| 2013       | Bing Sings The Johnny Mercer Songbook - Wytwórnia: Bing Crosby Enterprises - Format: CD | –                            |
| 2013       | Le Bing: Song Hits of Paris 60th Anniversary (Deluxe Edition) (ponowne wydanie na płytę CD) - Wytwórnia: HLC Properties Ltd. - Format: CD                                                     | –                            |
| 2013       | Christmas with Bing! - Wytwórnia: Sony Music Commercial Music Group, The Bing Crosby Archive - Format: CD                                                                                     | –                            |
| 2014       | Bing Sings The Irving Berlin Songbook - Wytwórnia: Bing Crosby Enterprises - Format: CD | –                            |
| 2014       | Bing Crosby Rediscovered: The Soundtrack (American Masters) - Wytwórnia: Bing Crosby Enterprises - Format: CD                                                                                 | –                            |
| 2014       | The Essential Bing Crosby - Wytwórnia: Sony Music - Format: digital download, media strumieniowe                                                                                              | –                            |
| 2014       | Musical Moments to Remember: Bing Crosby Vol. 2 (Highlights from “The Crooner Years”, 1941–1953) - Wytwórnia: Jube Pops - Format: digital download, media strumieniowe                        | –                            |
| 2014       | Songs I Wish I Had Sung the First Time Around (Deluxe Edition) (ponowne wydanie na płytę CD) - Wytwórnia: Bing Crosby Enterprises - Format: CD                                                | –                            |
| 2014       | Some Fine Old Chestnuts (60th Anniversary Deluxe Edition) (ponowne wydanie na płytę CD) - Wytwórnia: Bing Crosby Enterprises - Format: CD                                                     | –                            |
| 2014       | White Christmas (ponowne wydanie albumu Merry Christmas na płytę CD) - Wytwórnia: Geffen Records - Format: LP, CD                                                                             | –                            |
| 2015       | Christmas - Wytwórnia: UMG Recordings - Format: digital download, media strumieniowe | –                            |
| 2016       | The Twelve Days Of Christmas/Radio Broadcast - Wytwórnia: Sounds Of Yester Year - Format: CD                                                                                                  | –                            |
| 2017       | Among My Souvenirs (More Treasures from the Crosby Archive) - Wytwórnia: UMe - Format: CD | –                            |
| 2017       | The Bible Story of Christmas (ponowne wydanie na płytę winylową i CD) - Wytwórnia: World Library Publications - Format: CD                                                                    | –                            |
| 2017       | New Tricks (60th Anniversary Deluxe Edition) (ponowne wydanie na płytę CD) - Wytwórnia: UMe - Format: CD                                                                                      | –                            |
| 2017       | Christmas - Wytwórnia: Newbourne Media, Universal Music Special Markets - Format: CD | –                            |
| 2019       | Bing At Christmas (z London Symphony Orchestra) - Wytwórnia: Decca Records - Format: LP, CD                                                                                                   | 19 (UK)                      |
| 2020       | Bing Crosby Christmas - Wytwórnia: - Format: media strumieniowe | –                            |
| 2020       | Christmas with Bing Crosby - Wytwórnia: UMG Recordings - Format: media strumieniowe | –                            |
| 2021       | The All-Time Best of Bing Crosby - Wytwórnia: Curb Records - Format: LP, CD | –                            |
| 2021       | Christmas Carols - Wytwórnia: UMG Recordings - Format: media strumieniowe | –                            |
| 2021       | Christmas for Kids - Wytwórnia: UMG Recordings - Format: media strumieniowe | –                            |
| 2022       | Christmas In Lofi (z uChill) - Wytwórnia: UMG Recordings - Format: media strumieniowe | –                            |
| 2022       | Christmas Songs and More (zremasterowane wydanie albumów Bing At Christmas i Feels Good, Feels Right) - Wytwórnia: UMG Recordings - Format: media strumieniowe                                | –                            |
| 2022       | Christmas Favorites - Wytwórnia: UMG Recordings - Format: media strumieniowe | –                            |
| 2023       | A Valentine From Bing - Wytwórnia: Primary Wave Music - Format: digital download, media strumieniowe                                                                                          | –                            |
| 2023       | Bing Crosby’s Irish Songbook - Wytwórnia: Primary Wave Music - Format: digital download, media strumieniowe                                                                                   | –                            |
| 2023       | Bing & Ella (z Ellą Fitzgerald) - Wytwórnia: Primary Wave Music - Format: digital download, media strumieniowe                                                                                | –                            |
| 2023       | Bing At the Movies (Volume 1) - Wytwórnia: Primary Wave Music - Format: digital download, media strumieniowe                                                                                  | –                            |
| 2023       | Bing Crosby Sings & Swings Love Songs 1 - Wytwórnia: Primary Wave Music - Format: digital download, media strumieniowe                                                                        | –                            |
| 2023       | Bing Crosby Sings & Swings Love Songs 2 - Wytwórnia: Primary Wave Music - Format: digital download, media strumieniowe                                                                        | –                            |
| 2023       | Bing Crosby Sings & Swings Love Songs 3 - Wytwórnia: Primary Wave Music - Format: digital download, media strumieniowe                                                                        | –                            |
| 2023       | Bing Crosby Sings & Swings Hawaiian - Wytwórnia: Primary Wave Music - Format: digital download, media strumieniowe                                                                            | –                            |
| 2023       | Bing Crosby Sings & Swings Latin - Wytwórnia: Primary Wave Music - Format: digital download, media strumieniowe                                                                               | –                            |
| 2023       | Georgia On My Mind - Wytwórnia: Primary Wave Music - Format: digital download, media strumieniowe                                                                                             | –                            |
| 2023       | Christmas In Lofi (Vol. 2) (z uChill) - Wytwórnia: UMG Recordings - Format: media strumieniowe                                                                                                | –                            |
| 2023       | Bing Crosby's Christmas Gems - Wytwórnia: Primary Wave Music - Format: LP, CD, media strumieniowe                                                                                             | –                            |
| 2024       | Bing Sings the Cole Porter Songbook - Wytwórnia: Primary Wave Music - Format: digital download, media strumieniowe                                                                            | –                            |
| 2024       | Bing Crosby – Exclusive (2024 Remastered) - Wytwórnia: DMI - Format: media strumieniowe | –                            |
| 2024       | Bing Crosby – In Person - Wytwórnia: Warner Music Group - Format: media strumieniowe | –                            |
| 2024       | Ultimate Christmas - Wytwórnia: Capitol Records, UMG Recordings - Format: LP, CD, media strumieniowe                                                                                          | 3 (US)                       |
| 2024       | Ultimate Christmas (Deluxe Edition) - Wytwórnia: UMG Recordings - Format: CD, media strumieniowe                                                                                              | –                            |
| 2025       | A Love Letter To The Army - Wytwórnia: UMG Recordings - Format: media strumieniowe | –                            |
| 2025       | Bing At the Movies (Volume 2) - Wytwórnia: Primary Wave Music - Format: digital download, media strumieniowe                                                                                  | –                            |

## Utwory nagrane wiele razy
Lista piosenek Binga Crosby’ego, które nagrał dwa lub więcej razy w trakcie swojej kariery, z wyjątkiem wszystkich ponownych nagrań z 1954 dla albumu Bing: A Musical Autobiography.
„Silent Night”
- 21 lutego 1935 r. – Crosby dokonał pierwszego nagrania „Silent Night” dla Towarzystwa Misjonarzy Zagranicznych im. św. Kolumbana (ang. St. Columban Foreign Missionary Society)[53]. Ta wersja została umieszczona na płycie CD pt. The Voice of Christmas: The Complete Decca Christmas Songbook z 1998 roku.
- 13 listopada 1935 r. – Bing Crosby dokonał drugiego nagrania kolędy dla wytwórni Decca Records (DLA 261[54]). Ta wersja znalazła się na listach w grudniu 1935, grudniu 1938 i grudniu 1941 roku[55] oraz została umieszczona na albumie Christmas Music z 1940 roku.
- 8 czerwca 1942 r. – Crosby nagrał kolejną wersję piosenki, która znalazła się na świątecznym albumie kompilacyjnym Merry Christmas z 1945 roku.
- 19 marca 1947 r. – piosenkarz dokonał jeszcze jednego nagrania tego utworu (tego samego dnia nagrał też ponownie „White Christmas”). Wersja ta trafiła na listy Billboardu w grudniu tego roku[55] oraz pojawiała się na wszystkich ponownych wydaniach albumu Merry Christmas.

„White Christmas”
- 25 grudnia 1941 r. – Crosby wykonał na żywo „White Christmas” w audycji radiowej z okazji Bożego Narodzenia dla Kraft Music Hall NBC. Uważano, że nagranie zostało utracone, ale rodzina piosenkarza jest właścicielem kopii. Nie jest jasne, czy jest to oryginalna kopia na płycie, czy skan radiowy[potrzebny przypis].
- 29 maja 1942 r. – Crosby po raz pierwszy nagrał „White Christmas” w studiu dla wytwórni Decca Records (DLA 3009) na płycie o numerze 18429 ze stroną B „Let’s Start the New Year Right” dla albumu Song Hits from Holiday Inn[56]. Alternatywna kopia nagrana tego samego dnia została wydana w 1998 roku na kompilacyjnym albumie The Voice of Christmas: The Complete Decca Christmas Songbook.
- 19 marca 1947 r. – Bing Crosby ponownie nagrał ten utwór w 1947 roku. Ta wersja miała wkrótce zastąpić wersję z 1942 roku i stać się standardem tej piosenki.

„Sleigh Ride”
- 17 listopada 1952 r. – Crosby dokonał nagrania tej świątecznej piosenki po raz pierwszy dla wytwórni Decca Records w 1952 roku.
- wrzesień 1977 r. – Crosby nagrał ponownie ten utwór do swojego ostatniego albumu Seasons.

„The Secret of Christmas”
- 1959 r. – Bing nagrał „The Secret of Christmas” w wersji studyjnej po tym jak wykonał tę piosenkę w filmie Say One for Me w 1959 roku.
- czerwiec 1964 r. – Crosby ponownie nagrał ten utwór na potrzeby albumu 12 Songs of Christmas, który wydał wraz z Frankiem Sinatrą oraz Fredem Waringiem.

„Too-Ra-Loo-Ra-Loo-Ral”
- 7 lipca 1944 r. – Bing dokonał pierwszego nagrania „Too-Ra-Loo-Ra-Loo-Ral”. Był to singiel, który sprzedał się w milionach egzemplarzy[57].
- 17 lipca 1945 r. – dokładnie rok i dziesięć dni później, Crosby ponownie nagrał piosenkę na albumie Selections from Going My Way (płyta o numrze 18704)[58].

„Star Dust”
- 19 sierpnia 1931 r. – Bing Crosby nagrał piosenkę po raz pierwszy dla Brunswick Records, na płycie o numerze 6169, z „Dancing in the Dark” jako stroną B[59].
- 22 marca 1939 r. – Bing tym razem nagrał ten utwór dla wytwórni Decca Records (DLA 1733) na płycie o numerze 23285[60]. Ta wersja znalazła się na albumie Star Dust z 1940 roku.

„Where the Blue of the Night (Meets the Gold of the Day)”
- 23 listopada 1931 r. – podczas nagrywania dla Brunswick Records, Crosby dokonał pierwszego nagrania swojej piosenki przewodniej.
- 20 lipca 1940 r. – Bing dokonał drugiego nagrania, pierwszego dla wytwórni Decca Records w 1940 roku.
- 17 lipca 1945 r. – drugie nagranie dla Decca, o numerze L3897, często błędnie nazywane wersją 1948 roku[61].

„Wrap Your Troubles in Dreams”
- 2 marca 1931 r. – Bing nagrał piosenkę z Gusem Arnheimem i jego orkiestrą Cocoanut Grove.
- 9 czerwca 1939 r. – Crosby nagrał tym razem ten utwór dla Decca Records (DLA 1767).

„June in January”
- 9 listopada 1934 r. – Bing Crosby nagrał po raz pierwszy ten utwór w wersji studyjnej. Piosenkarz zaśpiewał tę piosenkę w filmie Tutaj jest moje serce, a także umieścił ją na swoim kompilacyjnym albumie pt. Crosbyana z 1941 roku.
- wrzesień 1977 r. – Crosby nagrał ponownie ten utwór do swojego ostatniego albumu Seasons.

„April Showers”
- 17 kwietnia 1956 r. – piosenkarz nagrał ten utwór na potrzeby swojego studyjnego albumu Songs I Wish I Had Sung the First Time Around wydanego przez Decca Records.
- wrzesień 1977 r. – Crosby nagrał ponownie ten utwór do swojego ostatniego albumu Seasons.

„Amapola”
- 22 czerwca 1960 r. – Bing nagrał ten utwór na potrzeby swojego albumu studyjnego pt. El Señor Bing.
- 1965 r. – Crosby nagrał tę piosenkę na potrzeby albumu Bing Crosby’s Treasury – The Songs I Love z 1966 roku.
- marzec 1968 r. – ponowne nagranie piosenki dla albumu Bing Crosby’s Treasury – The Songs I Love z 1968 roku.
- 1975 r. – Bing nagrał ponownie ten utwór i umieścił go na swoim albumie Bingo Viejo z 1977 roku.

„The Rose in Her Hair”
- 22 czerwca 1960 r. – Bing nagrał ten utwór na potrzeby swojego albumu studyjnego pt. El Señor Bing.
- lipiec 1976 r. – Bing ponownie nagrał ten utwór i umieścił go na swoim studyjnym albumie pt. Feels Good, Feels Right.

„The Breeze and I”
- 1965 r. – Crosby nagrał tę piosenkę na potrzeby albumu Bing Crosby’s Treasury – The Songs I Love z 1966 roku.
- marzec 1968 r. – ponowne nagranie piosenki dla albumu Bing Crosby’s Treasury – The Songs I Love z 1968 roku.
- 1975 r. – Bing nagrał ponownie ten utwór i umieścił go na swoim albumie Bingo Viejo z 1977 roku.

„Heat Wave”
- 11 czerwca 1956 r. – Crosby dokonał nagrania tego utworu wraz z orkiestrą Buddy’ego Bregmana i umieścił go na albumie Bing Sings Whilst Bregman Swings.
- luty 1975 r. – ponowne nagranie utworu dla United Artists w lutym w Chappells Studios, w Londynie. Ta wersja znalazła się na albumie At My Time of Life.

„A Couple of Song and Dance Men”
- 24 lipca 1946 r. – Bing po raz pierwszy nagrał ten utwór wraz z Fredem Astaire’em po tym jak wykonali go razem w filmie pt. Blue Skies.
- lipiec 1975 r. – ponowne nagranie utworu, również z Fredem Astaire’em, w Music Center w Wembley, w Londynie. Ta wersja znalazła się na albumie A Couple of Song and Dance Men.

„On the Alamo”, „Georgia on My Mind” oraz „Alabamy Bound”
- sierpień 1955 r. – sierpień 1956 r. – Bing nagrał te utwory wraz z akompaniamentem Buddy’ego Cole’a. Wersje te znalazły się na albumie New Tricks z 1957 roku.
- 16 stycznia 1975 r. – Crosby ponownie nagrał te piosenki dla swojego studyjnego albumu A Southern Memoir.

„Little Green Apples”
- listopad 1968 r. – Bing Crosby po raz pierwszy nagrał ten utwór podczas nagrań do swojego albumu Hey Jude/Hey Bing!.
- 1972 r. – Crosby ponownie nagrał „Little Green Apples” wraz z orkiestrą Counta Basie na potrzeby albumu Bing ’n’ Basie.

## Kompozycje
Crosby napisał lub współtworzył teksty do 22 piosenek:
1. „That’s Grandma” (1927), z Harrym Barrisem i Jamesem Cavanaugh
2. „From Monday On” (1928), Harrym Barrisem i orkiestrą Paula Whitemana
3. „What Price Lyrics?” (1928), z Harrym Barrisem i Mattym Malneckiem
4. „Ev’rything’s Agreed Upon” (1930), z Harrym Barrisem
5. „At Your Command” (1931), z Harrym Barrisem i Harrym Tobiasem
6. „Believe Me” (1931), z Jamesem Cavanaugh i Frankiem Weldonem
7. „Where the Blue of the Night (Meets the Gold of the Day)” (1931), z Royem Turkiem i Fredem Ahlertem
8. „You Taught Me How to Love” (1931), z H.C. LeBlangiem i Donem Hermanem
9. „I Don’t Stand a Ghost of a Chance with You” (1932), z Victorem Youngiem i Nedem Washingtonem
10. „My Woman” (1932), z Irvingiem Wallmanem i Maxem Wartellem
11. „Cutesie Pie” (1932), z Redem Standexem and Chummym MacGregorem
12. „I Was So Alone, Suddenly You Were There” (1932), z Leigh Harline’em, Jackiem Sternem oraz George’em Hamiltonem
13. „Love Me Tonight” (1932), z Victorem Youngiem i Nedem Washingtonem
14. „Waltzing in a Dream” (1932), z Victorem Youngiem i Nedem Washingtonem
15. „You’re Just a Beautiful Melody of Love” (1932), tekst: Bing Crosby, muzyka: Babe Goldberg
16. „Where Are You, Girl of My Dreams?” (1932), tekst: Bing Crosby, Irving Bibo i Paul McVey
17. „I Would If I Could But I Can’t” (1933), z Mitchellem Parishem i Alanem Greyem
18. „Where the Turf Meets the Surf” (1941) z Johnnym Burkiem i Jamesem V. Monaco
19. „Tenderfoot” (1953) z Bobem Bowenem i Perrym Botkinem
20. „Domenica” (1961) z Pietro Garineiem
21. „That’s What Life Is All About” (1975), z Kenem Barnesem, Peterem Dacre i Lesem Reedem
22. „Sail Away from Norway” (1977) – tekst: Bing Crosby

## Platynowe i złote płyty RIAA
| Rok wydania | Album                                                    | RIAA              |
| ----------- | -------------------------------------------------------- | ----------------- |
| 1945        | Merry Christmas                                          | Złota płyta       |
| 1978        | Bing Sings (96 of His Greatest Hits)                     | 2 platynowe płyty |
| 1995        | White Christmas (ponowne wydanie albumu Merry Christmas) | 4 platynowe płyty |

## Złote i srebrne płyty BPI
| Rok wydania | Album                                                         | BPI           |
| ----------- | ------------------------------------------------------------- | ------------- |
| 1955        | Merry Christmas                                               | Srebrna płyta |
| 1971        | The Best of Bing                                              | Srebrna płyta |
| 1973        | The Very Best of Bing                                         | Złota płyta   |
| 1975        | That’s What Life Is All About                                 | Srebrna płyta |
| 1977        | Seasons                                                       | Srebrna płyta |
| 1987        | Tenth Anniversary Collection                                  | Srebrna płyta |
| 1998        | The Voice of Christmas: The Complete Decca Christmas Songbook | Srebrna płyta |
| 1998        | Winter Wonderland                                             | Srebrna płyta |
| 2006        | Christmas Classics                                            | Srebrna płyta |
| 2019        | Bing At Christmas                                             | Srebrna płyta |